# Porajmos

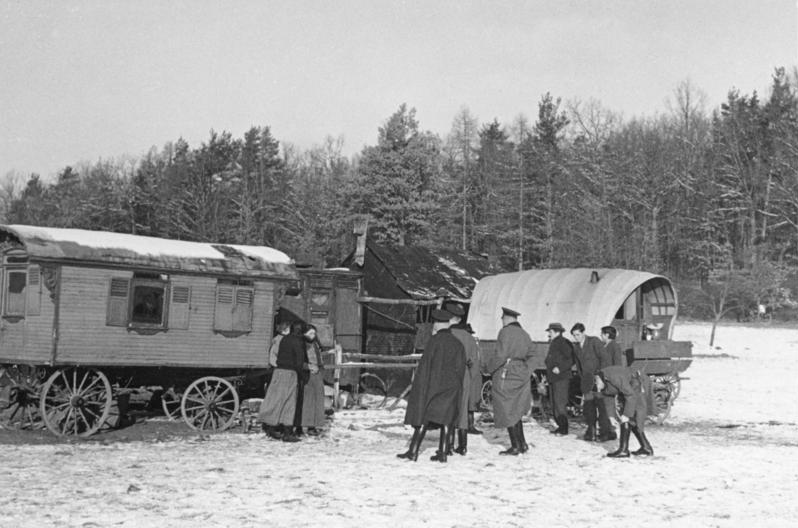
Razzia gegen Sinti-Wohnwagen in Renningen (Winter 1937)

Das Romanes-Wort Porajmos [pʰoɽajˈmos] (auch Porrajmos, deutsch: „das Verschlingen“) bezeichnet den Völkermord durch das deutsche NS-Regime an den europäischen Sinti und  Roma in der Zeit des Nationalsozialismus. Er bildet einen negativen Höhepunkt der langen Geschichte von Diskriminierung und Verfolgung. Die Zahl der Opfer ist nicht bekannt. Die unterschiedlichen Schätzungen liegen innerhalb einer großen Spannbreite, die Zahl ist jedoch sechsstellig.
Wie der Völkermord an den Juden (Holocaust) war es ein Versuch der kollektiven Vernichtung. Jeder, der von den nationalsozialistischen Erfassungsinstanzen – im Altreich ein Verbund aus pseudowissenschaftlichen und kriminalpolizeilichen Gutachtern, außerhalb oft von spontan entscheidenden Akteuren der Verfolgung – dem „Zigeunertum“ zugeordnet wurde, war grundsätzlich von Vernichtung bedroht. Dem lag die rassistische Deutung der Angehörigen der Minderheit als „fremdrassige“, „geborene Asoziale“ zugrunde. „Zigeuner“ wurden so zu Objekten eines „doppelten“, des ethnischen wie des sozialen Rassismus.
Innerhalb des NS-Staates zielte erst die Verfolgung, dann die Vernichtung vor allem auf ortsfest lebende „Zigeunermischlinge“. Seit Herbst 1939 existierten zunächst nur in Teilen umgesetzte Deportationsabsichten. Ab Februar 1943 wurde eine Mehrheit der im Deutschen Reich lebenden Roma in das eigens errichtete Zigeunerlager Auschwitz deportiert. Weitere Roma wurden aus den besetzten westeuropäischen Gebieten dorthin verschleppt. Nur eine Minderheit überlebte. Außerhalb der Reichweite systematischer Erfassung, wie in den deutsch okkupierten Gebieten Ost- und Südosteuropas, waren vor allem Roma bedroht, die nach deutschem Urteil „vagabundierten“, teils allerdings tatsächlich Flüchtlinge oder Vertriebene waren. Hier fielen die Angehörigen der Minderheit vor allem Massakern deutscher militärischer und polizeilicher Formationen sowie den SS-Einsatzgruppen und der Bekämpfung des bewaffneten Widerstands gegen die deutsche Besatzung zum Opfer.

## Begrifflichkeit
Der in einem Artikel des Historikers Henry R. Huttenbach aus dem Jahr 1991 eingeführte Neologismus Porajmos (auch Porrajmos, Porraimos und Pharrajimos), wurde in den 1990er Jahren durch den Linguisten und Roma-Aktivisten Ian Hancock popularisiert, um einen spezifischen Begriff für den nationalsozialistischen Völkermord an den europäischen Sinti und Roma zu etablieren. Der Begriff wird überwiegend von nicht den Roma angehörigen Aktivisten benutzt, ist unter Roma weitgehend ungebräuchlich und wird nicht allgemein anerkannt. Romani Rose gab 2015 an, den Begriff Holocaust zu verwenden, da eine Differenzierung zwischen Shoah und Porajmos auf einen Streit darüber hinauslaufe, wer das schlimmere Unrecht erlitten habe. Der Linguist Marcel Courthiade wies darauf hin, dass das Wort Porajmos missverständliche und unangemessene Deutungen zulasse.

## Überblick
Die nationalsozialistische Bekämpfung der „Zigeuner“ „aus dem Wesen dieser Rasse“ (so der Himmler-Erlass vom 8. Dezember 1938) mündete wie die ebenso rassistische, nationalsozialistische „Endlösung der Judenfrage“ in einen Völkermord. Porajmos und Shoa stehen nach der Motivation der Täter, nach dem Ablauf der Ereignisse und nach den Methoden und Ergebnissen ihrer Realisierung nebeneinander. Während Porajmos allein den Genozid an den europäischen Roma und Shoa allein den Genozid an den europäischen Juden bezeichnet, bedeutet Holocaust in umfassender Definition beides. Auch bei einer engeren Definition stellt die Forschung „die Verfolgung der Sinti und Roma in den Zusammenhang des Holocaust“ (Wolfgang Benz).
Der Völkermord an den europäischen Roma ist weit weniger gründlich erforscht als die Shoa. Den Massenmorden seit Beginn des Zweiten Weltkriegs ging eine flächendeckende Unterdrückungspolitik voraus, an der in hohem Maße die unteren Ebenen von Polizei und Administration beteiligt waren. Ab 1937 internierten lokale Behörden „Zigeuner“ im Deutschen Reich in zahlreichen Orten in besonderen „Zigeunerlagern“, etwa in Berlin-Marzahn, Köln-Bickendorf, Düsseldorf-Lierenfeld, Essen, Frankfurt am Main, Fulda, Gelsenkirchen, Hannover, Kiel, Magdeburg oder Ravensburg. Die ebenfalls 1937 begonnene, zentral organisierte Erfassung der Minderheit, die die Voraussetzung der späteren Deportationen vor allem in das Vernichtungslager KZ Auschwitz-Birkenau darstellte, vollzog sich in enger Kooperation mit kommunalen und regionalen Instanzen, mit protestantischen und katholischen Kirchengemeinden und mit Unterstützern und Zuarbeitern aus der Sozialarbeit und aus der Heimatforschung.
Erfassung, Verfolgung und Vernichtung basierten auf als „wissenschaftlich“ verstandenen rassenanthropologischen und -hygienischen Kategorien („Bekämpfung aus dem Wesen dieser Rasse“). Das Selbstverständnis der Betroffenen war den Verfolgern gleichgültig. Auch Menschen mit einem teilweise familienbiografischen Hintergrund aus der Mehrheitsbevölkerung – eingestuft als „Zigeunermischlinge“ – fielen der Verfolgung zum Opfer.
Die Massenmorde an den Roma und an den Juden wurde ganz überwiegend in Osteuropa begangen; viele davon im Vernichtungslager Auschwitz-Birkenau. Sie begannen regional zu unterschiedlichen Zeitpunkten und wurden verschieden intensiv verübt. Seit Kriegsbeginn 1939 wurden „Zigeuner“ in den von der Wehrmacht besetzten Gebieten Opfer der Mordaktionen der Einsatzgruppen. Ein großer Teil der deutschen, österreichischen und böhmischen Roma wurde ab Ende Februar 1943 in das Vernichtungslager Auschwitz-Birkenau deportiert. Sie waren in einem (zynisch als „Zigeunerfamilienlager“ bezeichneten) separaten Bereich untergebracht, in dem die meisten von ihnen innerhalb weniger Monate an den Haft- und Arbeitsbedingungen starben. Die Überlebenden wurden 1944 vergast oder zur Sklavenarbeit in andere Konzentrationslager verlegt; an den Transport- und Lagerbedingungen starben ebenfalls viele Menschen.
Die Opferzahlen der Mordaktionen deutscher militärischer und polizeilicher Einheiten im okkupierten Osten wurden unzureichend oder gar nicht dokumentiert und sind nicht zuverlässig feststellbar. Historiker haben sie auf mindestens 100.000 Opfer geschätzt. 
Roman Herzog, 1994 bis 1999 Bundespräsident, sagte in einem am 16. März 1997 gehaltenen Grußwort: An die 500.000 Mordopfer, davon über 20.000 deutsche Sinti und Roma - das ist eine Barbarei ungeheuren Ausmaßes.
Die Forschung hat (Stand 1996) diese Schätzung nicht bestätigen können.
Neben Roma waren von der Politik der „Asozialenbekämpfung“ und der „vorbeugenden Verbrechensbekämpfung“, wie sie 1937/1938 forciert wurde (Zum Beispiel durch die Aktion „Arbeitsscheu Reich“ gegen „Asoziale“), wie andere deviante Gruppen der Mehrheitsbevölkerung („Bummler“, Trinker, Prostituierte) auch als „nach Zigeunerart umherziehende Landfahrer“ bzw. als „deutschblütige Nichtzigeuner“ Kategorisierte betroffen. Trotz entsprechenden Versuchen stellten etwa Jenische vom Gesetzgeber keine relevante rassenhygienische Gruppe und Bedrohung dar.

## Zur Vorgeschichte
Der Antiziganismus hat in Europa eine lange Tradition. Spätestens seit dem 16. Jahrhundert unterlagen die als „Heiden“, „Zigeuner“ oder „Ägypter“ Bezeichneten wie die gesamte Armutspopulation außerhalb der Untertanenverbände einem rigiden rechtlichen, ökonomischen und gesellschaftlichen Ausschluss. Sie waren grundsätzlich rechtlos, nirgendwo aufenthaltsberechtigt und also zur Dauermigration gezwungen, auf Nischenerwerbsweisen verwiesen und als „herrenloses Gesindel“ stigmatisiert. Auch als sich im 19. Jahrhundert Niederlassungsmöglichkeiten durch die Reform des Niederlassungsrechts ergaben, wurden sie doch häufig weiterhin von Ort zu Ort abgeschoben. Nach einer Niederlassung blieben sie in der Regel in städtischen oder dörflichen Randquartieren ausgegrenzt und isoliert von der Mehrheitsbevölkerung. Seit dem ausgehenden 19. Jahrhundert wurden sie als „asozial“ stigmatisiert.
Eine hervorgehobene Maßnahme staatlich-zentraler Vereinheitlichung der Verfolgungsmaßnahmen bildete 1906 die preußische „Anweisung zur Bekämpfung des Zigeunerunwesens“, die sich sowohl gegen Roma (unbeachtlich der jeweiligen Untergruppe wie der Sinti, Lovara, Lalleri u. a.) als auch gegen jenische „Landfahrer“ richtete, soweit sie nicht ortsfest lebten. 1924 wurde sie erneuert. Sie wurde von anderen deutschen Staaten übernommen. Wirksam blieb sie bis in den Nationalsozialismus hinein.
Das seit 1899 bestehende bayerische Amt für Zigeunerangelegenheiten in München wurde in der Weimarer Republik 1929 zur Zentrale zur Bekämpfung des Zigeunerunwesens umgeformt und kooperierte fortan eng mit einer entsprechenden Behörde in Wien. Dieses Amt ermächtigte die Polizei, Roma ohne feste Arbeitsstelle zu Zwangsarbeit zu verpflichten.
Am 16. Juli 1926 wurde im Freistaat Bayern das „Gesetz zur Bekämpfung von Zigeunern, Landfahrern und Arbeitsscheuen“ verabschiedet. Ausführungsbestimmungen und zeitgenössische Fachkommentare belegen seine kriminalpräventive Funktion, d. h. die genannten Fallgruppen galten von vornherein als kriminell. Die Unterscheidung zwischen „Zigeunern“ und „Landfahrern“ beruhte auf einem rassistischen und völkischen Grundverständnis, ein in der Normierung neues Element: Die Rassenkunde gibt darüber Aufschluss, wer als Zigeuner anzusehen ist. Ein Runderlass des preußischen Innenministeriums vom 3. November 1927 ordnete die Abnahme von Fingerabdrücken bei „allen nichtseßhaften Zigeunern und nach Zigeunerart umherziehenden Personen“ an. Wer über 18 Jahre alt war, musste sich für eine „Bescheinigung“ fotografieren lassen, die die Funktion eines Sonderausweises bekam, der bei Kontrollen vorzuweisen war. Eine allgemeine Ausweispflicht für die Mehrheitsbevölkerung („Kennkarten“ als Vorläufer der späteren Personalausweise) wurde erst am 10. September 1939 mit der Verordnung über den Pass- und Sichtvermerkszwang sowie über den Ausweiszwang eingeführt.
Weitere Fotos gingen mit den Fingerabdrücken an die besagte „Zigeunerpolizeistelle München“. Das bayerische Gesetz von 1926 wurde zur Vorlage für das von dem hessischen Innenminister Wilhelm Leuschner (SPD) vorgelegte und am 3. April 1929 verabschiedete „Gesetz zur Bekämpfung des Zigeunerunwesens“. In diesem Fall wie generell wurden die Ausschlussmaßnahmen gegen „Zigeuner“ und „Landfahrer“ – von „Arbeitsscheuen“ war in Hessen nicht die Rede – von fast allen Parteien befürwortet. Nur die KPD lehnte das Gesetz als verfassungswidrig ab.
Der Jurist Hans von Hentig lehnte das Bayrische Gesetz grundsätzlich ab, da es „eine bestimmte gefühlsmäßige Abneigung anschlagend und ausnutzend, sich gegen Zigeuner, aber auch, was die Überschrift nicht verrät, gegen alle nach Zigeunerart umherziehenden Personen“ richte. Das Gesetz sei aufgrund seiner unklar definierten Begriffe, dem „schadhaft skizzierten Personenkreis“ untauglich. Weiterhin kollidieren für Hentig einzelne Bestimmungen mit der Reichsverfassung, etwa mit der in § 111 garantierten Freizügigkeit, oder das Verbot, in „Horden“ zu reisen, verpflichte zur Trennung von Kindern und Eltern, wenn die Eltern nicht standesamtlich verheiratet seien.
In vielen Orten gab es Initiativen von Bürgern oder von Behörden, die sich bei ihren Maßnahmen auf Bürgerappelle beriefen, „Zigeuner“ entweder zu verdrängen oder sie unter polizeiliche Bewachung zu stellen. In Köln, wo während der Weltwirtschaftskrise zahlreiche „wilde Siedlungen“, häufig als Wohnwagenstellplätze, entstanden waren, wurde 1934 der „Schwarz-Weiß-Platz“ errichtet, um so der „allgemeinen Unsicherheit und Verunstaltung des Straßenbilds“ zu begegnen. In Frankfurt am Main richtete die Stadt auf sozialdemokratische Initiative hin ein „Konzentrationslager“ für „Zigeuner“ ein. Der Begriff war bis dahin im deutschen politischen Sprachgebrauch Lagern für abzuschiebende „Ostjuden“ vorbehalten gewesen. Die SS begann schon 1931, Roma zu erfassen. In Vorbereitung der Olympischen Spiele 1936 richtete Berlin den „Rastplatz“ am Berliner Stadtrand ein.
Die Neudefinition dieser Minderheiten überschnitt sich mit der überkommenen soziografischen Definition: einerseits wurde „rassisch“ zwischen angeblich nichtdeutschen „Zigeunern“ und deutschen Landfahrern unterschieden, andererseits wurden nur Fallgruppen mit dem kulturellen Merkmal einer „fahrenden“ Lebensweise – das die ortsfest Lebenden nicht weiter aufwiesen – dem Ausschluss unterworfen. Eine Unterscheidung zugunsten oder zulasten dieser oder jener Untergruppe der Roma trafen weder die Behörden noch die Bevölkerungsmehrheit: „Zigeuner“, soweit sie augenscheinlich „nomadisierend“ dem antiziganistischen Stereotyp entsprachen, waren ohne Rücksicht auf ihre Selbstwahrnehmung alle gleichermaßen unerwünscht.

## Nationalsozialismus

### Erste Schritte eskalierender Ausgrenzung

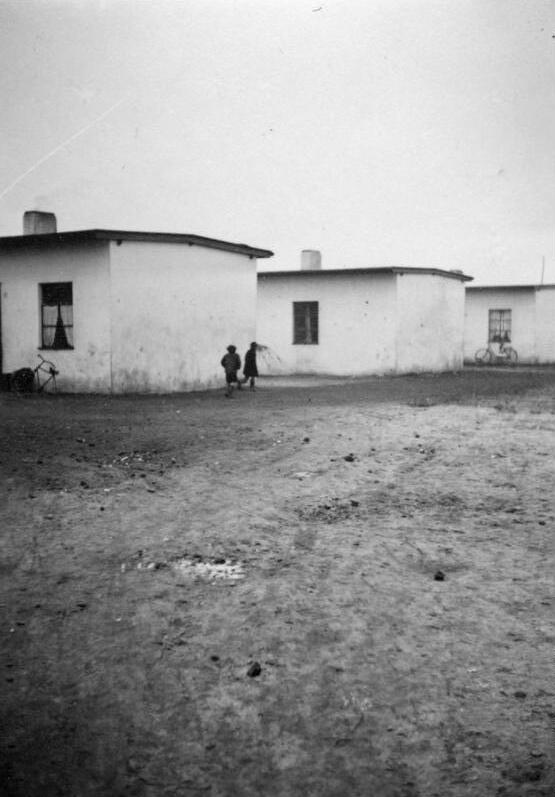
Kommunales Lager Düsseldorf-Höherweg (1937)

Bald nach der Machtübergabe an die Nationalsozialisten und ihre Bündnispartner verschärften vor allem lokale polizeiliche und administrative Instanzen die traditionelle Diskriminierung deutlich. In den Weimarer Jahren waren vor allem in Großstädten „wild“ periphere Notquartiere entstanden, in denen zahlreich oder ausschließlich Roma lebten. Sie wurden seit 1934 aufgelöst. Sie wurden nun in umzäunten „Zigeunerlagern“ möglichst außerhalb der Stadt und in weiter Distanz zur Mehrheitsbevölkerung interniert. Das betraf auch jene, die bis dahin innerhalb der Mehrheitsbevölkerung wie diese in Wohnungen und Häusern gelebt hatten. Bekanntes Beispiel eines solchen Lagers ist der vor der Sommerolympiade 1936 auf den Rieselfeldern vor Berlin eingerichtete „Zigeunerrastplatz Marzahn“. Die Bewohner der Lager waren einem rigiden Reglement unterworfen und einer ständigen Bewachung ausgesetzt. Weitere Lager gab es etwa in Köln-Bickendorf, in Magdeburg am Holzweg, in Kiel an der Preetzer Straße oder Ravensburg.
Ab 1935 wurden Roma wie die jüdische Minderheit in die rassistische NS-Gesetzgebung einbezogen. Davon waren alle Gruppen betroffen. Obwohl die Nürnberger Gesetze „Zigeuner“ nicht ausdrücklich nannten, schloss der maßgebliche Kommentar zum Reichsbürgergesetz sie wie Juden ausdrücklich als „artfremd“ mit ein.
„Zigeuner“ standen „im Schnittpunkt der beiden Varianten des Rassismus – der ethnischen bzw. rassenanthropologischen und der sozialen bzw. rassenhygienischen.“

### Zentralisierung der „Zigeunerbekämpfung“, Rolle der nationalsozialistischen Zigeunerforschung
1936 richtete der Arzt und frühere Jugendpsychiater Robert Ritter im Reichsgesundheitsamt die Rassenhygienische und Bevölkerungsbiologische Forschungsstelle (RHF) ein. Ihre erste Aufgabe bestand im Aufbau eines „Zigeunersippenarchivs“. 1942 konnte die Bestandsaufnahme der „Zigeuner“ als abgeschlossen gelten. Es folgte die Einrichtung eines „Landfahrersippenarchivs“, das über einen Ansatz nicht hinauskam und regional begrenzt blieb. Die Forschungsstelle erstellte bis zum März 1943 nahezu 24.000 Gutachten. Die umfangreichen Datenerhebungen des Ritter-Instituts waren nur möglich durch die intensive Zuarbeit von Kirchengemeinden, Fürsorgeämtern, Schulen, Heimatforschern und anderen dezentralen Akteuren.
Nach Darstellung von Ritter, der sich für seine Beurteilungen die Spielräume selbst setzte und zudem manipulierte, handelte es sich bei der ganz überwiegenden Mehrheit („mehr als 90 %“) der erfassten „inländischen Zigeuner“ um „Zigeunermischlinge“. Anders als im Fall der jüdischen Minderheit wurden „Zigeunermischlinge“ stärker als Gefährdungspotential für die „Reinheit“ und „Gesundheit“ des „deutschen Volkskörpers“ betrachtet als „stammechte Zigeuner“, weil diese sich abseits halten würden, das schädliche „Blut“ der „Zigeunermischlinge“ aber durch „Blutsvermischungen“ mit „Randexistenzen“ der deutschen Volksgemeinschaft in dieselbe Eingang finden würde. „Zigeuner“ sollten in Arbeitslager gesteckt und zwangssterilisiert werden.
Im Zuge der Neudefinition der Aufgaben der Polizei stellte die nationalsozialistische Polizeiführung neben die Verbrechensaufklärung die „vorbeugende Verbrechensbekämpfung“. Darunter verstand sie sowohl „die Vernichtung des Verbrechertums“ als auch die „rassische Reinhaltung“ der „deutschen Volksgemeinschaft“. In diesem Sinn erging durch das Reichskriminalpolizeiamt (RKPA) am 14. Dezember 1937 ein „Grundlegender Erlaß über die vorbeugende Verbrechensbekämpfung“. Überwachung und Vorbeugungshaft waren die Mittel der Umsetzung gegen die Fallgruppen der „Berufsverbrecher“, „Gewohnheitsverbrecher“, „Gemeingefährlichen“ und „Gemeinschädlichen“. Der letzten Kategorie waren vom RKPA „Asoziale, Prostituierte und Zigeuner“ subsumiert. Die „Vorbeugungshaft“ ähnelte der „Schutzhaft“. Die Neudefinition der KZs als „Erziehungs- und Produktionsstätten“ und der zunehmende Mangel an Arbeitskräften auf dem Hintergrund der Ziele des Vierjahresplans begünstigten die folgenden Verhaftungsaktionen, von denen auch alle Roma betroffen waren. Das spektakulärste Ereignis dabei war die „Aktion Arbeitsscheu Reich“ vom 13. bis zum 18. Juni 1938. „Mindestens 200 männliche arbeitsfähige Personen (Asoziale)“ waren im Interesse einer „straffe(n) Durchführung des Vierjahresplanes“ pro Kriminalpolizeileitstelle festzunehmen und in einem KZ zu inhaftieren. Neben Bettlern, Zuhältern oder Vorbestraften waren sowohl „Zigeuner“ als auch „nach Zigeunerart umherziehende Personen“ als Zielgruppen genannt. Reichsweit wurden zwischen April und Juni 1938 mehr als 10.000 Roma, Juden und Angehörige zahlreicher Gruppen „deutschblütiger Asozialer“ als „Asoziale“ verhaftet und in mehrere Konzentrationslager verschleppt. Individuelle Angriffe und die Haftbedingungen forderten zahlreiche Todesopfer.
Von Ende 1939 bis Juli 1941 war Josef Ochs als Sachbearbeiter im RKPA zuständig für die Bearbeitung der Vorbeugehaftbefehle zur Einweisung in KZs.

#### KZ Buchenwald, erste Inhaftierungen 1937
Nach der Errichtung des Lagers am 15. Juli 1937 lassen sich ab Juni 1938 vereinzelte Sinti als „Schutzhäftlinge“ im KZ Buchenwald nachweisen. Im Frühjahr 1939 waren noch ca. einhundert im Lager inhaftiert, zahlreiche Sinti waren an den gruppenweisen Auspeitschungen und Misshandlungen zerbrochen. Nach Kriegsbeginn 1939 wurden 600 Roma aus dem KZ Dachau nach Buchenwald verlegt. Auch die österreichischen im Burgenland lebenden Roma wurden nach Buchenwald deportiert, wo etwa ein Drittel den Winter 1939/1940 nicht überlebte. Die Überlebenden wurden 1940 ins KZ Mauthausen verbracht, wo sie durch Arbeit in den Steinbrüchen umkamen. Die Rassenhygienische Forschungsstelle bearbeitete auch die KZ-Häftlinge in Buchenwald.

#### Widerstand gegen die Erfassung durch die Rassenhygienische Forschungsstelle, ein Beispiel
Der Porajmos fand nicht widerstandslos statt. Ein Beispiel ist die Verweigerung der Begutachtung durch die Rassenhygienische Forschungsstelle 1938 im württembergischen Schorndorf. Als Adolf Würth von der RHF am 2. April 1938 in Schorndorf eintraf, wehrte sich Anton Guttenberger entschieden gegen die vorgesehenen Untersuchungen seiner Familie. In einer Meldung an den Schorndorfer Bürgermeister heißt es:

„Guttenberger weigert sich, sich untersuchen zu lassen mit folgender Begründung: ‚Er und seine Familie seien keine Zigeuner, auch wenn sie Zigeuner wären, ließen sie sich nicht rassenkundlich untersuchen, da es hierfür kein Gesetz gebe‘ … Dr. Würth erklärt, dass seine weiteren Untersuchungen in Württemberg durch die Weigerung des Guttenberger in Frage gestellt seien, da auch andere Zigeuner in anderen Orten sich auf das Beispiel des Guttenbergers berufen werden.“

Der Widerstand wurde gebrochen. Würth erschien im Juli 1938 erneut in Schorndorf und erfasste neun Mitglieder der Familie; Anton Guttenberger war nicht darunter. Die Weigerung Anton Guttenbergers konnte letztlich weder Erfassung noch Begutachtung und Deportation verhindern; als „Zigeunermischlinge“ eingestuft, wurden er und seine Familie im März 1943 nach Auschwitz deportiert, wo die meisten Angehörigen ermordet wurden.

### Verfolgung „aus dem Wesen dieser Rasse“
Am 8. Dezember 1938 verfügte ein Runderlass Heinrich Himmlers „betr. Bekämpfung der Zigeunerplage“ die „Regelung der Zigeunerfrage aus dem Wesen dieser Rasse“, nämlich auf der Basis der „durch rassenbiologische Forschungen gewonnenen Erkenntnisse“. Der Erlass unterschied zwischen „rassereinen Zigeunern“, „Zigeunermischlingen“ und Menschen, die „nach Zigeunerart umherziehen“ würden.

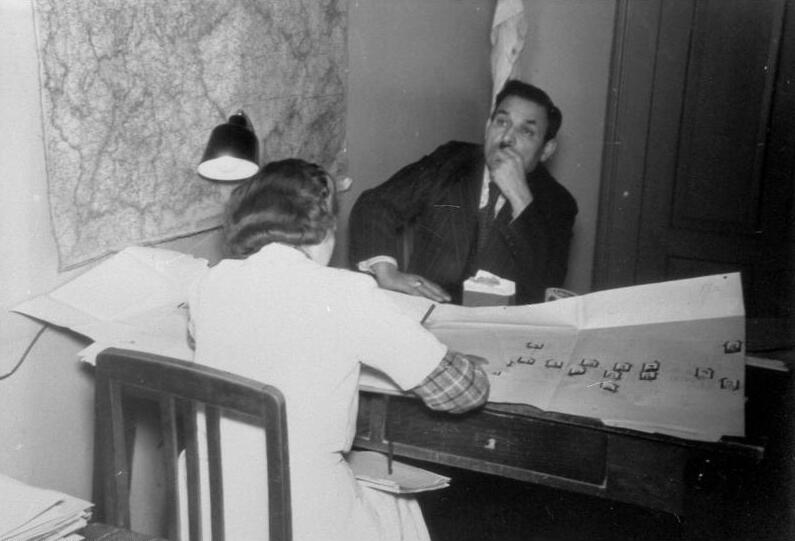
Erstellung einer „Zigeuner“-Genealogie (ca. 1939, wahrscheinlich Roma)

Die Definition und Identifizierung der „Zigeuner“ im Reichsgebiet wurde auch mit dem Erlass zwar ideologisch auf die „Rasse“ zurückgeführt, praktisch war den mit der Identifikation beauftragten Institutionen aber – wie bei Juden – eine rassenkundliche Definition der Gruppe und von Individuen auf Grundlage anthropometrischer Daten unmöglich. Konnte bei Juden auf die Religionszugehörigkeit oder die Religionszugehörigkeit der Vorfahren zurückgegriffen werden, war dieses bei „Zigeunern“, die den (christlichen) Religionsgemeinschaften der Mehrheitsbevölkerung angehören, unmöglich. Als Ausweg wurden umfangreiche Genealogien erstellt, wobei einzelne Vorfahren recht willkürlich als „Zigeuner“ festgelegt und Nachfahren in ihrem „Mischlingsgrad“ geschätzt wurden.
Mit den Ausführungsbestimmungen vom 1. März 1939 wurden drei verschiedenfarbige Ausweise eingeführt. Die Bestimmungen sahen Gutachten zur Einteilung in drei Gruppen vor. Diese Aufgabe übertrug das RKPA der RHF. Das Ziel der staatlichen Maßnahmen „zur Wahrung der Einheit der deutschen Volksgemeinschaft“, hieß es, müsse „die rassische Absonderung des Zigeunertums vom deutschen Volkstum“ sein, sodann die Verhinderung der „Rassenvermischung“ und schließlich die „Regelung der Lebensverhältnisse der reinrassigen Zigeuner und der Zigeunermischlinge“. Das „Zigeunerproblem“ müsse im Reichsmaßstab gesehen und gelöst werden. Dem „Zigeunertum“ in diesem rassepolitischen Sinn waren sowohl „stammechte“ bzw. „reinrassige Zigeuner“ bzw. „Vollzigeuner“ als auch „Zigeunermischlinge“ zugerechnet. Während die ersten nach „Blutsanteil“ in vier Varianten aufgeteilt waren, waren für „Mischlinge“ 28 Möglichkeiten vorgesehen. Als Oberbegriff für die 32 Teilgruppen wurde „Zigeuner“ oder „zigeunerische Personen“ verwendet.
Die Kategorisierung derjenigen, die aus dieser Zigeunerdefinition herausfielen, wandelte sich zum offenen Sammelbegriff „Nichtzigeuner“. Das waren als „deutschblütig“ Begutachtete oder als integrationsfähig geltende „Mischlinge mit vorwiegend deutschem Blutsanteil“, die als „deutschblütig geltend“ eingestuft wurden. „Nichtzigeuner“ waren aus den eskalierenden Ausschlussvorschriften und -maßnahmen ausgenommen. Die Gruppe der „nach Zigeunerart“ Lebenden, die der Erlass vom 8. Dezember 1938 noch genannt hatte, entfiel ersatzlos.
Die gutachtlichen Äußerungen der RHF beschränkten sich auf Zigeuner im Altreich. Zwar scheint es Recherchen des Ritter-Instituts auch in der Ostmark gegeben zu haben, Gutachten über österreichische Roma sind aber unbekannt.
Nach dem deutschen Überfall auf Polen fand am 21. September 1939 in Berlin eine Leiterkonferenz des RSHA über die künftige Rassenpolitik statt. Sie führte die Minderheiten der Juden und der „Zigeuner“ als künftige Deportationsopfer im Rahmen einer allgemeinen „völkischen Flurbereinigung“ zugunsten von „Reichs- und Volksdeutschen“ zusammen. Zu einer bereits ins Auge gefassten Ausweitung der aus der „Ostmark“ ins „Protektorat“ und nach Polen durchgeführten Transporte von Juden und „Zigeunern“ kam es jedoch nicht. Die Besprechung nennt in ihrem Protokoll aber bereits das Ziel, „die restlichen 30000 Zigeuner auch nach Polen“ zu deportieren.
In der ersten Oktoberhälfte 1939 ordnete Himmler an, „binnen kurzem im gesamten Reichsgebiet die Zigeunerfrage im Reichsmaßstab grundsätzlich“ zu regeln. Am 17. Oktober folgte ein „Schnellbrief“ des RSHA („Festschreibungserlaß“), der erklärte, die „später festzunehmenden Zigeuner“ seien bis zu ihrem „endgültigen Abtransport“ in besonderen Sammellagern festzuhalten. Es wurde „bis auf weiteres“ ein allgemeines Verbot gegen Roma ausgesprochen, ihren aktuellen Aufenthaltsort zu verlassen. Die Ortspolizeibehörden erhielten den Auftrag, die Betroffenen zu zählen und erkennungsdienstlich zu erfassen. Entsprechend der im Dezember 1938 proklamierten Zielsetzung einer „Regelung der Zigeunerfrage aus dem Wesen dieser Rasse“ waren sonstige Landfahrer, mithin vor allem also Jenische, vom Festsetzungserlass ausdrücklich nicht betroffen.

### Die „Maideportation“, die erste Massendeportation nach dem Überfall auf Polen
Kurz nach dem Überfall auf Polen, im September 1939, lassen sich erste Planungen zur Deportation von „Zigeunern“ ins Generalgouvernement belegen. Am 21. September berief Reinhard Heydrich eine Konferenz ein, auf der auch die Deportation der restlichen „30.000 Zigeuner nach Polen“ beschlossen wurde. Die Planung wurde sehr weit getrieben. Bekannt ist etwa ein Telegramm Arthur Nebes vom 16. Oktober 1939. Danach sollten an einen Deportationszug von „Wiener Juden“ „3–4 Wagon Zigeuner“ angehängt werden. Am 13. Oktober 1939 telegrafierte Nebe mit Adolf Eichmann, wann er die „Berliner Zigeuner“ schicken könne. Generalgouverneur Hans Frank vermerkt Anfang Dezember 1939, dass „Juden und Zigeuner“ aus dem Reich deportiert werden sollen. Der seit Oktober 1939 zur Administration des Generalgouvernements gehörende Fritz Arlt bezifferte die Zahl der dem Generalgouverneur angekündigten „Zigeuner“ Mitte 1940 mit 35.000. Das Wissen um die geplanten Deportationen war verbreitet, so versuchte etwa der Magdeburger Polizeipräsident Ende November 1939 die bauliche Verbesserung des örtlichen Zigeunerzwangslagers mit dem Hinweis auf die in Kürze erfolgende Deportation zu verhindern.
Im März 1940 ließ sich Frank, um die Probleme seiner Verwaltung mit dem „nicht enden wollenden Zustrom von Juden, Polen und Zigeunern“ beherrschbar zu machen, ein Vetorecht über Transporte ins Generalgouvernement einräumen.

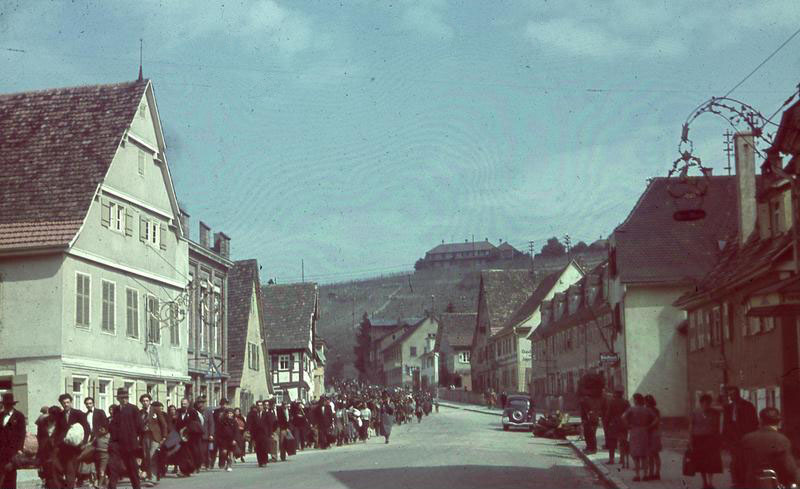
Südwestdeutsche Roma werden am 22. Mai 1940 am hellen Tag durch Asperg zur Deportation geführt. (Bild der RHF)

Auf Drängen der Wehrmachtführung, „baldmöglichst ein Verbot des Aufenthalts von Zigeunern in der Grenzzone [zu] erlassen“, wurde von Himmler per Schnellbrief für Mitte Mai 1940 ein „Transport von Zigeunern … 2.500 Personen – in geschlossenen Sippen“ aus dem westlichen Grenzraum ins Generalgouvernement angeordnet. Als Sammelpunkte für je 1.000 zu Deportierende waren Hamburg (Hafen) und Köln (Messehallen), für weitere 500 das Zuchthaus Hohenasperg bei Stuttgart vorgesehen. Mit der Festnahme am 16. Mai 1940 wurde wie üblich bei „Zigeunern“ und anders als bei der jüdischen Minderheit, für die die Gestapo zuständig war, die Kripo beauftragt. Die lokalen und regionalen Instanzen erhöhten von sich aus die Quoten, so dass 2.800 Menschen deportiert wurden. Sie durften jeweils 50 kg Handgepäck mitnehmen. Geld, Wertgegenstände und Personalpapiere wurden ihnen abgenommen. Am 22. Mai folgte die Deportation von den Sammelstellen.
- Die aus Südwestdeutschland Verschleppten wurden am Zielort (Jędrzejów) auf LKWs und Pferdewagen verladen und auf Dörfer und Kleinstädte der Umgebung verteilt „oder sich selbst überlassen“. Viele von ihnen wurden später in Rüstungsunternehmen eingesetzt.
- Die aus Westdeutschland Deportierten wurden in Platarowo an der Grenze zur Sowjetunion aus den Waggons getrieben, teils sich selbst überlassen, teils auf die Dörfer der Umgebung verteilt, um als Erntehelfer eingesetzt zu werden. Im Laufe des Jahres 1941 wurde eine Mehrzahl in umzäunten Ghettos in bzw. bei Siedlce untergebracht. Dort wurden sie im Straßenbau und bei der Eisenbahn eingesetzt.
- Die aus Norddeutschland Kommenden wurden nach Bełżec – ebenfalls an der Grenze zur Sowjetunion – gebracht (nicht zu verwechseln mit dem 1942 errichteten Vernichtungslager Belzec). Dort errichteten sie ein Lager, in dem sie gemeinsam mit Juden, aber von diesen getrennt untergebracht waren. Sie wurden zunächst zum Bau eines Panzergrabens eingesetzt. Die Todesrate war hoch. Später wurde ein zusätzliches Lager in einem früheren Zuchthaus bei Hańsk eingerichtet. Es folgten für alle Männer, Frauen und Jungen ab zehn Jahren Arbeiten zur Moorentwässerung und im Kanalbau.

Die Situation der Opfer der Mai-Deportation ist unübersichtlich. Sicher ist zu sagen, dass die Lebens- und Arbeitsbedingungen, Hunger, Kälte, Krankheiten bei vielen zum Tod führten. Manchen gelang es, über längere Fristen in den Städten zu überleben, einzelnen, in ihre Heimat zurückzukehren und dort bis zum Ende des Nationalsozialismus unterzutauchen. Neuere Forschungen nehmen eine „Todesrate um die 50 Prozent“ an.
Die Mai-Deportation von 1940 (siehe z. B. Zigeunerlager Preetzer Straße) gilt als ein Vorlauf und Übungsfeld für die späteren Judendeportationen.

### Ausweitung der Deportationen mit dem Überfall auf die Sowjetunion
Die Deportationen aus dem Reichsgebiet im Frühwinter 1941 standen in einem unmittelbaren Kontext mit der im Gefolge des Überfalls auf die Sowjetunion eingeleiteten Vernichtungspolitik gegen die jüdische Minderheit. Himmler kündigte im September 1941 an, dass das „Altreich“ und das „Protektorat“ „vom Westen nach dem Osten von Juden geleert und befreit“ würden. Analog dazu sollte das Deutsche Reich „zigeunerfrei“ werden. Seit Mitte Oktober 1941 wurden 20.000 westeuropäische Juden in das Ghetto Litzmannstadt (Łódź) verschleppt. Zwischen dem 5. und 9. November 1941 trafen in Viehwaggons aus den Reichsgauen Niederdonau und Steiermark 5.007 Roma ein, fast alle von ihnen zählten zur Gruppe der Burgenland-Roma, mehr als die Hälfte von ihnen waren Kinder. Sie wurden in einem durch doppelten Stacheldrahtzaun abgetrennten Ghettobereich untergebracht, wo sich unter den gegebenen Verhältnissen bald Flecktyphus ausbreitete. Mehrere Tausend, die bis dahin das Ghetto überlebt hatten, wurden im Januar 1942 in Gaswagen in dem Vernichtungslager Kulmhof (Chelmno) erstickt. Keiner der nach Łódź deportierten Roma überlebte. Das im November 1941 zurückgelassene Eigentum der Roma wurde durch die Behörden konfisziert und an die regionale Mehrheitsbevölkerung veräußert, nachdem es zuvor zu spontanen Plünderungen durch Angehörige der „Volksgemeinschaft“ gekommen war.

### Auschwitz-Birkenau

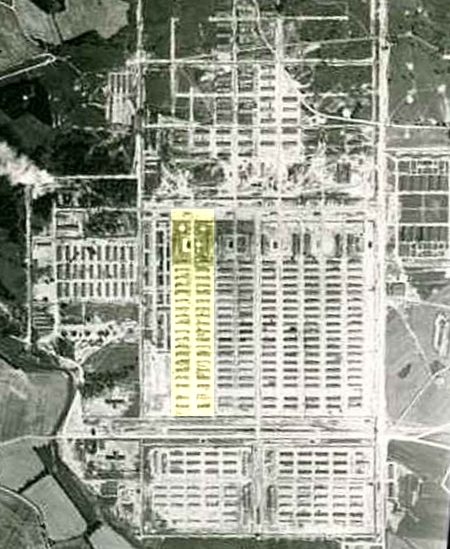
Das „Zigeunerlager“ (gelb hervorgehoben) im KZ Auschwitz-Birkenau, Grundlage: Luftbild der Royal Air Force von 1944

Behördlicher Rücklauf einer Todesmeldung mit erfundener Todesursache an die Ortsbehörde des Ausgangspunktes der Deportation. Die Deportierte wurde 1944 im KZ Majdanek ermordet.

Himmler befahl am 16. Dezember 1942 im „Auschwitz-Erlass“, „Zigeunermischlinge, Rom-Zigeuner und nicht deutschblütige Angehörige zigeunerischer Sippen balkanischer Herkunft nach bestimmten Richtlinien auszuwählen und in einer Aktion von wenigen Wochen Dauer in ein Konzentrationslager einzuweisen“. Zuständig dafür blieb die Kriminalpolizei. Am 29. Januar verfügte das Reichssicherheitshauptamt die Ausführungsbestimmungen: „Die Einweisung erfolgt ohne Rücksicht auf den Mischlingsgrad in das Konzentrationslager (Zigeunerlager) Auschwitz. […] Die künftige Behandlung der reinrassigen Sinte- oder der als reinrassig geltenden Lalleri-Zigeuner-Sippen bleibt einer späteren Regelung vorbehalten.“
Am 26. Februar 1943 traf ein erster Transport von Roma – Frauen, Männer, Kinder – aus Deutschland im als „Zigeunerfamilienlager Auschwitz“ noch nicht fertiggestellten Lagerabschnitt B II e von Auschwitz ein. Weitere Transporte waren ebenfalls bereits Ende Februar dorthin abgegangen. Von den rund 22.600 Häftlingen starben über 19.300. Davon erlagen über 13.600 der planmäßigen Mangelernährung, den Krankheiten und Seuchen, und mehr als 5.600 wurden in Gaskammern ermordet. Die meisten Häftlinge stammten aus Deutschland und Österreich (62,75 % zuzüglich 4,46 % Staatenlose, die vermutlich mehrheitlich Deutsche waren), aus dem Protektorat Böhmen und Mähren kamen 22 % und dem besetzten Polen 6 % der Häftlinge.
Wenige Tage nach dem Beginn der Massendeportationen in das „Zigeunerlager Auschwitz“ bittet ein Sinto mit dem Nachnamen Adler den Münchner Kardinal Faulhaber um ein Gespräch und Hilfe wegen der laufenden Massendeportationen. Faulhaber lehnt Gespräch und Hilfe ab. Auch weitere Bischöfe erreichen im April/Mai 1943 Hilferufe, so den Erzbischof von Freiburg, Conrad Gröber. In einer anonymen Bittschrift an ihn heißt es: „dass es sich um 14.000 gläubige Katholiken handelt, die fest auf die Fürsprache Ew. Eminenz rechnen“ diese seien von Deportation und Sterilisierung bedroht. „Zigeuner sind Deutsche und haben sich stets als Deutsche gefühlt und betätigt“. Nun würden alle „Zigeuner sowie Zigeunermischlinge“ in das Konzentrationslager Auschwitz gebracht. Hab, Gut und Geld werde ihnen abgenommen, eine Erklärung nicht geliefert: „Alle gegen uns Zigeuner durchgeführten Maßnahmen werden uns nicht begründet, durch keinerlei schriftliche Unterlagen höherer Stellen belegt, sondern einfach von unteren Stellen ausgeführt. Es kann nicht der Wille des Gesetzgebers sein, dass man Frauen und Kinder in Konzentrationslager steckt, ganze Familien nur wegen ihrer Zugehörigkeit zu einem Stamme dort sterben lässt, ohne auch nur die leiseste Begründung irgendeines kriminellen oder staatsfeindlichen Verbrechens in Händen zu haben.“ Der Bericht formulierte es klar: „Man geht systematisch dazu über, unseren Stamm auszurotten […]“.
Faulhaber war zuvor von Gertrud Luckner, die in der Erzdiözese Freiburg mit der Betreuung der so genannten „katholischen Nichtarier“ betraut war, über eine bevorstehende Deportationswelle informiert worden. Der Erzbischof von Breslau, Kardinal Adolf Bertram – räumlich der nächste katholische Bischof zum KZ Auschwitz – erhielt Anfang Mai 1943 ebenfalls zwei Schreiben von bedrohten Sinti: „denn wenn unsere katholische Kirche uns nicht in ihren Schutz nimmt, so sind wir einer Maßnahme ausgesetzt, die moralisch wie auch rechtlich jeder Menschlichkeit Hohn spricht. Wir betonen hierbei, dass es hier nicht um einzelne Familien geht, sondern um 14.000 katholische Angehörige der römisch-katholischen Kirche, und an die folgedessen unsere katholische Kirche nicht achtlos vorübergehen kann.“ Die Hilfsgesuche, die klar die faktische Bedrohung schildern und eine Form des Widerstandes waren, blieben ohne jede kirchliche Reaktion.
Mit der Deportation verfiel das Eigentum der Opfer dem Reich. Die regionalen Finanzämter verwalteten das immobile Eigentum (Häuser, Grundstücke) und verteilten das Inventar in Versteigerungs- und Verkaufsaktionen wie im Fall der jüdischen Minderheit an die Volksgemeinschaft.
Im Mai 1944 beschloss die Lagerleitung von Auschwitz, die übrigen etwa 2.900 Roma von Birkenau zu ermorden. Diese leisteten erbitterten Widerstand, worauf die SS vom ersten Räumungsversuch Abstand nahm. In der Nacht vom 2. zum 3. August 1944 überfiel und ermordete die SS dennoch die restlichen Häftlinge. Zur Erinnerung an diesen Widerstand gilt der 16. Mai heute als „International Roma Resistance Day“.

### Verfolgung in den okkupierten Gebieten und Satellitenstaaten
Im gesamten deutschen Machtbereich wurden Roma verfolgt, wenngleich unterschiedlich motiviert und in unterschiedlicher Intensität. Dort, wo im Westen die nationalen Behörden auf Anweisung die Verfolgung betrieben, spielten die rassistischen Kriterien der reichsdeutschen Erfassungs- und Verfolgungsinstanzen im Allgemeinen eine untergeordnete oder keine Rolle. Als ein wesentliches Verfolgungsmotiv erscheint besonders in den osteuropäischen Fällen das antiziganistische Stereotyp vom „Zigeuner“ als Spion und subversiven Unterstützer des Feindes. Es dürfte eine mit Abstand höhere Zahl von ost- als von west- und mitteleuropäischen Roma der Vernichtung zum Opfer gefallen sein. Eine Gesamtzahl ist aufgrund der besonderen Bedingungen der Mordaktionen im Osten nur als unbestimmte Schätzung zu nennen. Historiker gehen davon aus, dass es möglicherweise mehr als 100.000 Opfer gab.
Die Schweiz als sicheres Fluchtland setzte ihre traditionelle restriktive Grenzpolitik fort und schob ausländische Roma, auch Flüchtlinge aus dem Deutschen Reich und aus den Okkupationsgebieten ab. Für die Flüchtlinge bedeutete das die Einweisung in ein deutsches KZ oder Tod.

#### Österreich

Titelblatt der Schrift „Die Zigeunerfrage“ (1938) des österreichischen NS-Funktionärs Tobias Portschy

Nach dem Anschluss Österreichs 1938 griffen Erlässe Himmlers auch in Österreich. Hier konnte einerseits auf Vorarbeiten der Polizei, wie eine (unvollständige) zentrale Zigeunerregistratur („Zigeuner-Conscription“) als auch auf Gedanken der illegalen NSDAP-Führung, etwa die „Zigeunergedenkschrift“ von Tobias Portschy zurückgegriffen werden. Die Verdrängung der Roma aus den Berufen führte zu einem erheblichen Kostenbedarf in den Gemeinden und erhöhte so deren „Handlungsbereitschaft“ und damit zur Repression gegen die Opfer. Im November 1940 wurde das Zigeuner-Anhaltelager Lackenbach errichtet, das ca. 4000 Häftlinge durchliefen. Weitere Deportationen führten besonders 1941 in das Ghetto Litzmannstadt – von den 2.000 Deportierten überlebte keiner – sowie in das Vernichtungslager Kulmhof bzw. ab 1943 in das „Zigeunerlager Auschwitz“. Im Burgenland lebten nach verschiedenen Zählungen der Jahre 1925–1936 zwischen 5199 und 7871 Roma, von den Nationalsozialisten wurden aus politischen Gründen diese Zahlen überhöht.
Ein weiteres Lager war das Sammellager Maxglan/Leopoldskron. Es wurde Ende März 1943 aufgelöst und der Großteil der im Lager Inhaftierten nach Auschwitz deportiert. Leni Riefenstahl versorgte sich aus diesem Lager mit über einhundert „spanisch aussehenden“ Statisten für ihren Film Tiefland.

#### Westeuropa

##### Niederlande
In den 1940 besetzten Niederlanden gab es eine auf „einige hundert Personen“ (Zimmermann) geschätzte Zahl von Roma, die zum Teil als niederländische Staatsbürger akkulturiert ortsfest lebten, sowie mehr als 10.000 sozial marginalisierte, in Wohnwagen lebende reizigers (Fahrende, Eigenbezeichnung) oder woonwagenbewoners (Wohnwagenbewohner, Fremdbezeichnung), bei denen es sich um Nachfahren der niederländischen ruralen Armutsbevölkerung des 19. Jahrhunderts und in dieser Zeit zugewanderter Angehöriger der deutschen Armutpopulation handelte. Beide Gruppen galten der deutschen Besatzung nicht nur als „asozial“, sondern zugleich als möglicher Aufenthaltsort untergetauchter Spione und Agenten bzw. ihre Angehörigen potentiell selbst als solche. Vor allem reizigers standen im Fokus des niederländischen Verfolgungsinteresses. 1943 erfassten niederländische Behörden 10.000 von ihnen (nachdem Roma bereits seit 1937 registriert worden waren) und sprachen ein allgemeines Reiseverbot aus. Sie waren Razzien ausgesetzt. Soweit reizigers, Roma noch reisten, versuchten die Besatzungsbehörden sie durch Reiseverbote und die Festsetzung auf eine begrenzte Zahl von Standplätzen davon abzuhalten. Anders als im Deutschen Reich die zahlreichen kommunalen „Zigeunerlager“, waren diese Plätze kaum bewacht, so dass die Bewohner sie verlassen konnten.
Am 16. Mai 1944 fand eine landesweite Razzia statt, in deren Verlauf 578 Menschen von lokalen und regionalen niederländischen Instanzen als „Zigeuner“, „Zigeunermischlinge“ und als „nach Zigeunerart“ umherziehend festgenommen und im „Durchgangslager für Juden“ Westerbork inhaftiert wurden. Die Kriterien, die bei der Festnahme angelegt wurden, eröffneten den niederländischen Akteuren Handlungsspielräume, die unterschiedlich genutzt wurden. Nicht wenige Verfolgte waren bereits seit längerem untergetaucht, andere wurden von der Polizei gewarnt. Eine Überprüfung der Festgenommenen in Westerbork führte zur nachträglichen Entlassung von 279 als reizigers beurteilten Personen. Nachdem aufgrund diplomatischer Intervention Roma mit italienischer und guatemaltekischer Staatsbürgerschaft ebenfalls entlassen wurden, wurden 245 Menschen nach Auschwitz-Birkenau deportiert. Sie waren ganz überwiegend Roma, einzelne von ihnen aber auch Ehepartner aus der Minderheit der reizigers. 30 überlebten.

##### Belgien
In Belgien lebten zwei- bis dreihundert Roma, viele davon belgische Staatsbürger, die mehrheitlich beim deutschen Überfall auf das Land zunächst nach Frankreich flohen, teilweise aber nach dem Ende der Kampfhandlungen in Frankreich von dort zurückkehrten. 1940 erließ der Militärbefehlshaber Alexander von Falkenhausen ein allgemeines Verbot des Wandergewerbes für Belgien und Nordfrankreich gegen „Zigeuner“ wie gegen nichtzigeunerische Fahrende, das aber nicht umfassend kontrolliert und eingehalten wurde. Generell betrafen repressive Maßnahmen ortsfest Lebende nicht. 1942 wurde zur Erfassung und Kontrolle nach einer allgemeinen Festsetzung eine dreimonatlich zu erneuernde „carte de nomades“ bzw. „zigeunerkaart“ als Ausweis für Fahrende eingeführt. Es blieb jedoch weiterhin möglich, polizeiliche Kontrollen zu umgehen und in kleinen Gruppen zu reisen.
1943 wurden zunächst als „asozial“ qualifizierte einzelne Roma, dann aus Malines/Mechelen (Belgien) 166 als „Zigeuner“ Qualifizierte, teils aus Belgien, teils aus zwei angrenzenden nordfranzösischen Departements stammend nach Auschwitz-Birkenau deportiert. Als Zwischenstation des Gruppentransports fungierte ein Transitlager für Juden. Ein Teil der Gefährdeten hatte untertauchen, fliehen oder sich durch ein akkulturiertes unauffälliges Leben Erfassung und Deportation entziehen können, nachdem die rassistischen Kriterien der deutschen Rassenhygienischen Forschungsstelle (RHF) nicht angelegt wurden. Von insgesamt 351 Deportierten überlebten zwölf.

##### Frankreich
In Frankreich hatte es Bewegungsverbote und Festsetzungen auf Plätzen für nomades aufgrund eines generellen Spionageverdachts nicht erst seit dem Beginn des deutschen Angriffs gegeben. Diese Ausgrenzung von Menschen, die nach vorherrschenden soziografischen Beschreibungsmustern und unabhängig von ihrer Staatsbürgerschaft als Umherziehende bezeichnet wurden (als Oberbegriff für „Zigeuner“ [tziganes], Manouches, Jenische, forains [Schausteller, Marktbeschicker] und ambulants), begann spätestens mit einem Gesetz aus dem Jahre 1912.

« Le 16 juillet 1912, une loi contraint les « nomades » à posséder « un carnet anthropométrique d’identité » pour se déplacer. Cette discrimination administrative atteste de l’hostilité envers une population que pour des raisons de commodités nous qualifierons de Roms [..]
Cette loi, qui touche aussi d’autres itinérants (vagabonds, clochards, mendiants, marchands ambulants, travailleurs saisonniers ou forains), mais vise particulièrement les Roms, s’inscrit en effet dans un processus d’identification, de contrôle et d’encadrement des populations nomades, qui s’intensifie à la fin du XIXe siècle et au début du XXe, avec l’arrivée de populations immigrées venant d’Europe Centrale et Orientale. »

„Am 16. Juli 1912 wurden die "Nomaden" per Gesetz gezwungen, "ein anthropometrisches Ausweisheft" zu besitzen, um sich fortbewegen zu können. Diese administrative Diskriminierung zeugt von der Feindseligkeit gegenüber einer Bevölkerungsgruppe, die wir der Einfachheit halber als Roma bezeichnen [..].
Dieses Gesetz, das auch andere Nichtsesshafte (Vagabunden, Clochards, Bettler, Straßenhändler, Saisonarbeiter oder Schausteller) betrifft, aber insbesondere auf die Roma abzielt, ist Teil eines Prozesses zur Identifizierung, Kontrolle und Kontrolle der nomadischen Bevölkerung, der sich Ende des 19. und Anfang des 20. Jahrhunderts mit der Ankunft von Einwanderern aus Mittel- und Osteuropa intensivierte.“

Eine unmittelbare Folge des Gesetzes, das erst 1969 aufgehoben wurde, war die Einrichtung des ersten Internierungslagers in Crest, das ausschließlich mit Menschen aus dem zuvor genannten Personenkreis belegt wurde. Das Lager bestand von 1915 bis 1919.
Dem Gesetz von 1912 folgten in der Zeit zwischen den beiden Weltkriegen weitere Verwaltungsmaßnahmen zur Reglementierung des Alltagslebens und zur Überwachung der Nomaden, und es war auch die rechtliche Basis für die nachfolgenden Verfolgungen vor und nach dem Zweiten Weltkrieg.
Nach dem Ausbruch des Zweiten Weltkriegs waren die nomades zusammen mit Kommunisten und Ausländern die ersten Opfer staatlicher Repressionen. „Am 22. Oktober 1939 verbot ihnen ein Militärerlass das Reisen in acht westfranzösischen Départements und das Haltmachen in zwei Départements (Indreet-Loire, Maine-et-Loire).“ Am 6. April 1940 verfügte Albert Lebrun, der Präsident der französischen Republik, in einem Dekret die Isolierung von Nomaden an besonderen Orten unter Polizeiaufsicht. Damit verbunden war das Verbot des Reisens im gesamten französischen Staatsgebiet für die Dauer des Krieges. „Offiziell sollte diese Maßnahme der Verringerung des Spionagerisikos dienen; inoffiziell zielte sie auf die Erzwingung der Sesshaftmachung der „Tsiganes“ ab.“
Die von der französischen Regierung begonnenen Repressionen gegen die Nomaden verstärkten sich im Zuge des Vorrückens der deutschen Wehrmacht im Westfeldzug. Die Deutschen vertrieben die Sinti und Roma aus Elsaß-Lothringen in die freie Zone, wo die Vichy-Regierung sie Zwangsaufenthaltsverordnungen unterwarf oder sie in südfranzösischen Lagern internierte, die ursprünglich für die Aufnahme spanischer Bürgerkriegsflüchtlinge eingerichtet worden waren. Das erste dafür ausersehene Lager war das Internierungslager Argelès-sur-Mer, wo im Oktober 1940 376 Roma festgehalten wurden. Sie wurden später über die Internierungslager Bacarès und Camp de Rivesaltes in das Internierungslager Camp de Saliers verbracht.
Die Vichy-Regierung hatte zwischen Oktober 1940 und August 1944 ungefähr 1.400 „Nomaden“ interniert. An ihrem Schicksal änderte sich nichts, nachdem im November 1942 die freie Zone von den Deutschen besetzt worden war.
Am 4. Oktober 1940 ordnete der deutsche Oberbefehlshaber des Heeres die zwangsweise „Überführung“ von Sinti und Roma aus der besetzten Zone in „Sammellager“ an. Für die Durchführung der Operation waren die französischen Behörden verantwortlich. Nach einer weiteren deutschen Verordnung vom 22. November 1940, „die die Ausübung von Wandergewerben in 21 Départements in Westfrankreich verbot, nahm die Häufigkeit der Internierungen stetig zu“. Roma, Juden und Ausländer wurden parallel dazu aus der Küstenregion ausgewiesen.
Nach dem rassistischen Konzept von RHF und RKPA war die Bandbreite der auszuweisenden und zu internierenden „Zigeuner“ groß. Nach dem behördlichen Verständnis standen vor allem nomades, forains und ambulants (darunter in allen drei Gruppen auch „Zigeuner“) im Fokus, während akkulturierte Roma in der Regel unbehelligt blieben. Unter der Zuständigkeit des Ministeriums für jüdische Angelegenheiten entstanden 30 Nomaden-Lager unterschiedlicher Größe, von denen 25 ausschließlich für Sinti und Roma reserviert waren. Die Bewachung der Lager erfolgte durch die französische Polizei; die Lebensbedingungen dort waren zwar unzureichend, dennoch aber nicht gleichzusetzen mit deutschen Konzentrationslagern. Die Todesrate war hoch, lag aber in Relation zu den deutschen Konzentrations- und Vernichtungslagern „vergleichsweise niedrig“ (Peschanski). Deportationen sind nur in wenigen Fällen belegt:
- „Aus dem Internierungslager Poitiers wurden 1942/43 etwa 100 tsiganes in die KZ Sachsenhausen bzw. KZ Buchenwald deportiert und wahrscheinlich als Zwangsarbeiter in deutschen Rüstungsbetrieben eingesetzt.“[70]
- Aus dem SS-Sammellager Mecheln (Malines, Belgien) „wurden 351 belgische, holländische und französische Sinti und Roma in das Vernichtungslager Auschwitz-Birkenau deportiert – im Rahmen der vom RSHA angeordneten Deportation von 'Zigeunern' aus den besetzten Gebieten Belgiens und der Niederlande; ungefähr die Hälfte stammte aus dem französischen Nord-Pas-de-Calais, das dem deutschen Befehlshaber für Belgien unterstand. Nur zwölf kehrten zurück.“[70][71]
- In das im von den Deutschen besetzten Elsass gelegene KZ Natzweiler-Struthof und seine Außenlager wurden ab 1943 etwa 500 Sinti und Roma deportiert, die zuvor meist in anderen Konzentrationslagern untergebracht gewesen waren. „Im November/Dezember 1943 kamen fast 190 Sinti und Roma, darunter auch französische, aus dem KZ Auschwitz an. Viele wurde Opfer pseudomedizinischer Experimente der Prof. Eugen Haagen und Otto Bickenbach.“[70]

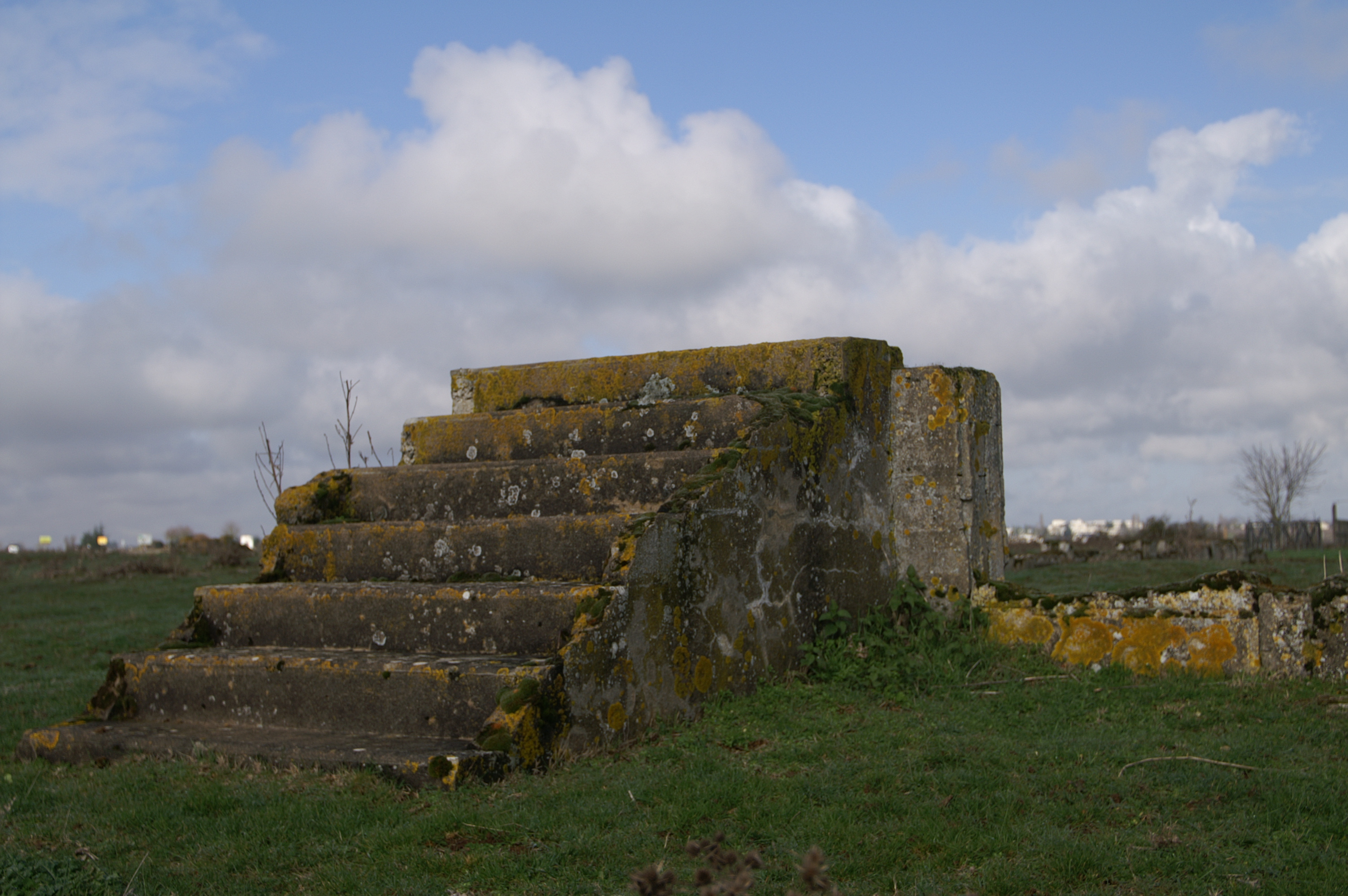
Rest des Lagers in Montreuil-Bellay (Foto von 2011)

Nach Marie-Christine Hubert waren im Januar 1943 noch ungefähr 2.200 „Nomaden“ in acht Lagern interniert. Zuvor war in den Jahren 1941 und 1942 ein großer Teil der forains, darunter auch Roma entlassen worden. Manche Internierte flüchteten und tauchten unter, andere wurden zur Arbeit nach Deutschland angeworben. Untergetauchte Roma (romanichels) schlossen sich der résistance an. Die Lager bestanden zum Teil nach der Befreiung weiter. Die letzten Internierten wurden erst 1946 entlassen. Viele von ihnen waren nach ihrer Befreiung mittellos und erhielten keine Hilfe durch den französischen Staat. Nur wenige wurden später als politisch Inhaftierte anerkannt, und erst 1969 wurde das Gesetz von 1912 aufgehoben, das unter anderem diskriminierende anthropometrische Ausweise und den Meldezwang für nomades vorschrieb.
Die Zahl der zwischen 1940 und 1946 in Frankreich internierten tsiganes, nomades, forains, yeniches, ambulants und clochards wird auf etwa 3.000 und höchstens 5.000 geschätzt. Marie-Christine Hubert geht allerdings davon aus, „dass zwischen 6000 und 6500 Menschen als „Nomaden“ in französischen Lagern interniert waren. Dies entspricht ungefähr der Hälfte der Roma-Bevölkerung, die sich 1939 in Frankreich aufhielt.“
| Ort                             | Zeit des Bestehens                   | Wikipedia-Infos                                                  |
| ------------------------------- | ------------------------------------ | ---------------------------------------------------------------- |
| Angoulême                       | 22. November 1940 – 1. Juni 1946     | Angoulême#Internierungslager Les Alliers                         |
| Arc-et-Senans                   | Juni 1941 – 11. September 1943       | Arc-et-Senans#Das Internierungslager in der Saline royale        |
| Argelès-sur-Mer                 | Oktober 1940 – Dezember 1941         | Internierungslager Argelès-sur-Mer                               |
| Avrillé-les-Ponceaux            | 6. Dezember 1940 – 8. November 1941  | Avrillé-les-Ponceaux#Camp de la Morellerie                       |
| Barenton                        | 11. April 1941 – 9. Oktober 1942     | Barenton#Das Internierungslager für Nomades in Barenton          |
| Boussais                        | November 1940 – Dezember 1940        | Boussais#Geschichte                                              |
| Choisel                         | 2. März 1941 – Juli 1941             | Châteaubriant#Internierungslager Camp de Choisel – Châteaubriant |
| Coray                           | 1. November 1940 – 1. Dezember 1941  | Coray#Nomaden-Lager Coray                                        |
| Coudrecieux                     | 5. November 1940 – 15. April 1942    | Coudrecieux#„Nomaden“-Lager Camp de la Verrerie                  |
| Grez-en-Bouère                  | 23. Oktober 1940 – 16. Dezember 1940 | Grez-en-Bouère#Internierungslager für Sinti und Roma             |
| Jargeau                         | 5. März 1941 – 31. Dezember 1945     | Jargeau#Camp de Jargeau                                          |
| Lannemezan                      | 1. April 1941 – Sommer 1944          | Lannemezan#Geschichte                                            |
| Le Barcarès                     | Dezember 1941 – 15. Juli 1942        | Internierungslager Barcarès                                      |
| Louviers                        | 17. November 1940 – 7. Mai 1941      | Louviers#Geschichte                                              |
| Mérignac                        | Oktober 1940 – Dezember 1940         | Mérignac#Internierungslager Camp de Mérignac                     |
| Moisdon-la-Rivière              | 7. November 1940 – 13. Mai 1942      | Moisdon-la-Rivière#Internierungslager Moisdon-la-Rivière         |
| Moloy                           | Sommer 1941 – Oktober 1942           | Moloy#Internierungslager Moloy                                   |
| Monsireigne                     | 24. Oktober 1940 – 18. November 1942 | Monsireigne#Internierungslager Monsireigne                       |
| Montlhéry                       | 27. November 1940 – 21. April 1942   | Montlhéry#Geschichte                                             |
| Montreuil-Bellay                | 8. November 1941 – 15. Januar 1945   | Montreuil-Bellay#Konzentrationslager für Nichtsesshafte          |
| Montsûrs                        | 16. Dezember 1940 – 9. April 1942    | Montsûrs#Internierungslager La Chauvinerie                       |
| Mulsanne                        | 15. April 1940 – 3. August 1942      | Mulsanne#Internierungslager Mulsanne                             |
| Peigney                         | 1. September 1941 – 8. Juli 1943     | Peigney#Fort de Peigney                                          |
| Plénée-Jugon                    | Oktober 1940 – November 1940         | Plénée-Jugon#Internierungslager Château de Villeneuve            |
| Poitiers                        | 4. Dezember 1940 – 29. Dezember 1943 | Internierungslager in Poitiers#Camp de la Route de Limoges       |
| Pontivy                         | Oktober 1940 – 22. November 1940     | Pontivy#Geschichte                                               |
| Rennes                          | Oktober 1940 – Dezember 1940         | Rennes#Das Internierungslager für Sinti und Roma                 |
| Rivesaltes                      | 15. Juli 1942 – November 1942        | Camp de Rivesaltes                                               |
| Saint-Maurice-aux-Riches-Hommes | 21. Juni 1941 – 18. Dezember 1945    | Saint-Maurice-aux-Riches-Hommes#Geschichte                       |
| Saliers                         | Juli 1842 – August 1944              | Saliers#Internierungslager Camp de Saliers                       |

Nach der Organisation AJPN - anonymes, Justes et persécutés durant la période nazie dans les communes de France wurde in Lamotte-Beuvron aus einem Lager für Flüchtlinge aus dem Spanischen Bürgerkriegs ab Oktober 1940 ein Internierungslager für 151 Vertriebene aus dem Calvados. Bei ihnen soll es sich um Sinti und Roma gehandelt haben, die später in das Camp de Jargeau (siehe oben) verlegt worden seien.

#### Polen

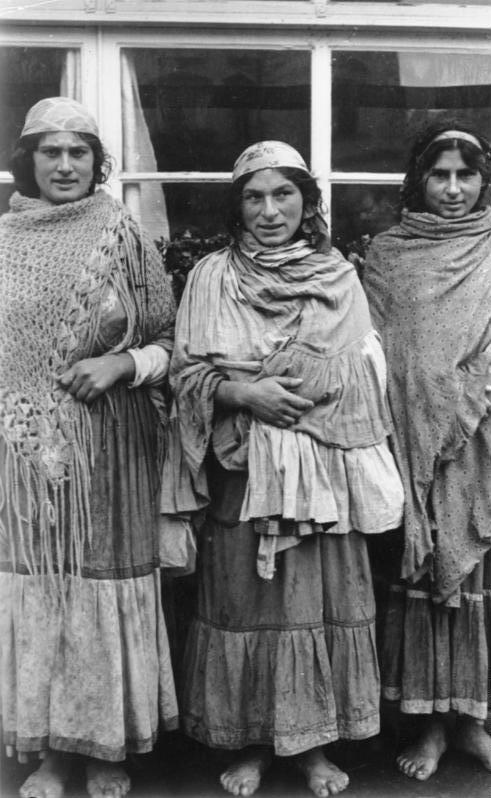
NS-Propagandaaufnahme, Warschau September 1940 von Hugo Jaeger, einem Mitarbeiter von Adolf Hitlers „Leibfotografen“ Heinrich Hoffmann. Die Produktion von solchen Fotos, die als Gegenbild zu geordneten deutschen Formationen „Untermenschen“, darunter ausdrücklich „Zigeuner“, zeigen sollten, war eine Vorgabe des Propagandaministeriums: „Polen ist Untermenschentum. Polen, Juden und Zigeuner sind in einem Atemzug zu nennen.“

Bereits im September und Oktober 1939 war es zu ersten Morden an Gruppen von „Zigeunern“ durch Angehörige des deutschen Selbstschutzes, Gendarmerie und Wehrmacht gekommen. Mit der Besetzung Polens und dem Anschluss der neuen „Reichsgaue“ Wartheland, Danzig-Westpreußen sowie von Ostoberschlesien und Südostpreußen an das Deutsche Reich galt der Himmlersche Erlass zur „Bekämpfung der Zigeunerplage aus dem Wesen dieser Rasse“ auch dort, so dass Roma später entsprechend dem Auschwitz-Erlass von dort nach Birkenau deportiert wurden. Weitere Roma kamen aus dem Generalgouvernement nach Birkenau.
1942 wurden Roma ins Warschauer Ghetto eingewiesen, von wo sie gemeinsam mit jüdischen Häftlingen zur Vernichtung nach Treblinka transportiert wurden. Auch in den Vernichtungslagern Sobibor, Majdanek und Belzec wurden Angehörige der Minderheit ermordet.
Die meisten Roma im deutsch besetzten Restpolen fielen Massenerschießungen zum Opfer. Sie erstreckten sich auf die Zeit zwischen 1939 und 1945 und hatten ihren Höhepunkt im Jahr 1943. Für die Morde verantwortlich waren vor allem Einheiten der deutschen Polizei, aber auch Kommandos der Wehrmacht und der SS. Nach dem gegenwärtigen Forschungsstand ist von mindestens 8.000 Mordopfern auszugehen.

#### Sowjetunion

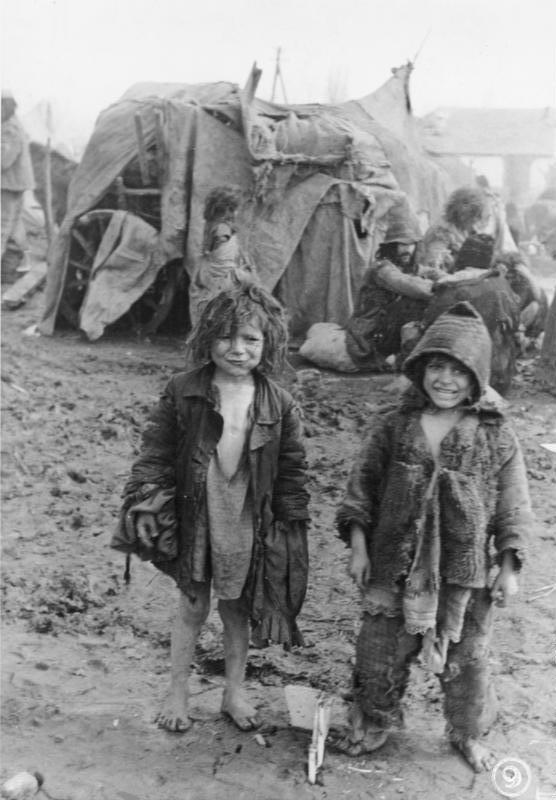
Aufnahme einer Propagandakompanie bei Tiraspol (Transnistrien) vom 6. April 1944. Originalbildunterschrift: „Zigeuner. Selbst in Regenwetter und Schlamm laufen die kleinen Kinder halbnackt herum. Wenn sie grösser werden, hängen ihnen die Alten ihre abgelegten Lumpen um.“

Nach dem Überfall auf die Sowjetunion kam es ab August 1941 zu Erschießungen auch von Roma. Sie galten wie Juden und Kommunisten als potentielle „Partisanen“ und Spione. Zeitversetzt zur Radikalisierung der Judenverfolgung zur Judenvernichtung weitete sich die Verfolgung von Roma etwa ab dem Frühjahr 1942 zur flächendeckenden Vernichtung aus. Soweit über die bisherige unzureichende Quellenlage hinaus inzwischen sowjetische Quellen, Beutequellen und Literatur herangezogen werden konnten, ergibt sich, dass sie genozidal angelegt war. Sie betraf nicht nur „wandernde“ Roma – die häufig Kriegsflüchtlinge waren –, sondern mit hoher Systematik zugleich den in „nationalen Zigeunerkolchosen“, gemischten Kolchosen und städtischen Ansiedlungen ortsfest lebenden Teil der Minderheit.
So erfassten, nahmen fest und ermordeten im Frühjahr 1942 in der Smolensker Oblast Angehörige deutscher Militäreinheiten anhand von Einwohnerlisten und nach „rassischem“ Augenscheinurteil die ländliche und städtische Roma-Bevölkerung. Die Opfer waren Kolchosbauern, Lehrerinnen, Erzieherinnen, Männer, Frauen und Kinder. Der Bericht für die Zentrale Staatskommission, die ab 1942 die Verbrechen in den deutsch besetzten Gebieten untersuchte, stellte später fest, „Juden und Zigeuner wurden vollständig und überall vernichtet.“
Im Gebiet Tschernigow folgte im Juni 1942 einem – in der Methodik wie bei der jüdischen Minderheit – als Vortäuschung eingesetzten Aufruf zur „Umsiedlung“ ein dreitägiges Massaker, dem mindestens 2000 Roma zum Opfer fielen.
Auf der Krim, dem Aktionsfeld der Einsatzgruppe D, setzte die Vernichtungsaktivität bereits 1941 ein. Sie verlief synchron mit der gegen Juden und Krimtschaken (siehe auch: Simferopol-Massaker). Die Roma-Bevölkerung war ganz überwiegend lange sesshaft und „sehr stark tatarisch assimiliert“. Wiederum versuchten die Besatzer die umfassende Ermordung, was indessen nur bei etwa zwei Dritteln der Roma gelang, weil der hohe Grad an Assimilation und die Verflechtung mit der tatarischen Mehrheitsbevölkerung und deren solidarische Hilfe viele dieser moslemischen Roma vor der Entdeckung als „Zigeuner“ schützten.
Zum Operationsgebiet der Einsatzgruppe D gehörte der 1942 für nur etwa ein halbes Jahr besetzte Nordkaukasus, ein Gebiet mit größerer und weitgehend sesshafter Roma-Bevölkerung. Die kurze Zeit der Besetzung wurde trotz des bald einsetzenden Drucks durch die Rote Armee von den Deutschen für das Aufspüren und Sammeln mittels „Zigeunerlisten“ und durch das Vorspiegeln einer „Aussiedlung“ genutzt. Die frühe Befreiung rettete dort viele.
An den oft mit exzessiver Grausamkeit begangenen Taten waren neben den Einsatzgruppen alle anderen Arten militärischer und polizeilich-militärischer Verbände beteiligt.
Eine unbekannte Zahl sowjetischer Roma schloss sich in den besetzten Gebieten dem bewaffneten Widerstand an, Tausende kämpften als einfache Soldaten, als Panzerfahrer, Piloten oder Ingenieure in der Roten Armee und wurden zum Teil hoch ausgezeichnet. In der offiziellen Liste der „Helden der Sowjetunion“, der höchsten sowjetischen Auszeichnung, ist mit Timofej Prokofjew ein Rom ausdrücklich als solcher genannt. Das „Staatliche Zigeunertheater ‚Romén‘“ unterstützte die Front wie die Menschen im Hinterland mit Theateraufführungen und Konzerten. Es veranstaltete Spendenaufführungen zugunsten des Verteidigungsfonds. Von seinen Beiträgen wurde u. a. der Bomber „Roménec“ finanziert. Das Ensemble wurde „für die Verteidigung des Kaukasus“ ausgezeichnet.

#### Baltikum

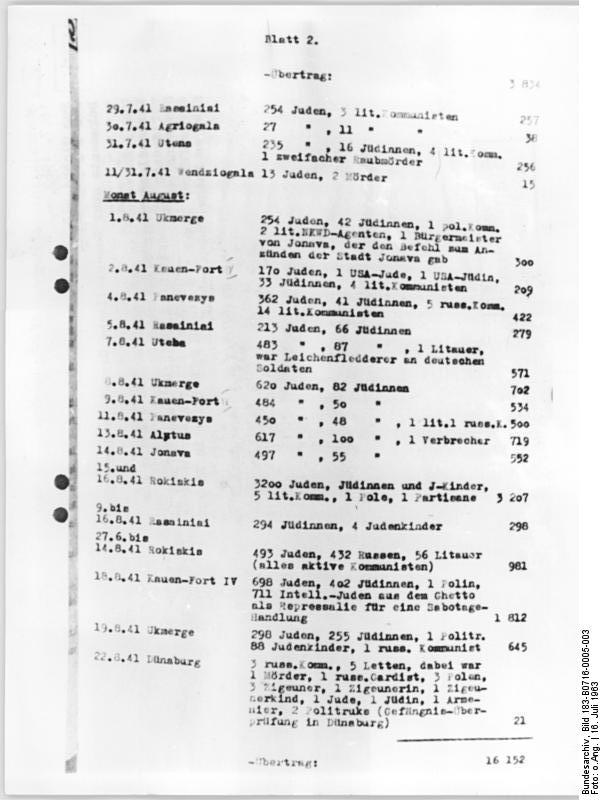
Blatt 2 aus dem nach Karl Jäger, Führer des Einsatzkommandos 3, benannten „Jäger-Bericht“ vom 1. Dezember 1941, in dem detailliert die Opfer von Massenmorden seiner Einheit der Einsatzgruppen aufgelistet werden. Unter dem 22. August 1941 Dünaburg werden „3 Zigeuner, 1 Zigeunerin und 1 Zigeunerkind“ als Mordopfer benannt.

Nach dem Angriff auf die Sowjetunion und die darauffolgende Okkupation der baltischen Staaten im Sommer 1941 töteten die „Einsatzgruppen“ – mobile Tötungseinheiten der SS – zusammen mit anderen SS-Einheiten, dem deutschen Militär und zivilen Besatzungsbehörden alle Roma. In Lettland wurde durch die Einsatztruppe A von 1941 bis 1943 etwa die Hälfte der dort lebenden 3.800 Roma umgebracht, in Estland waren es über 90 Prozent der dort lebenden 750–850 Roma. In Litauen wurde vermutlich die Mehrheit der dort lebenden Roma getötet. Anfang 1944 erfolgte die Deportation von 2.000 bis 3.000 Roma aus Weißrussland und Litauen ins KZ Auschwitz-Birkenau.
Wehrmachteinheiten waren nicht direkt an der Vernichtung beteiligt, die Militärpolizei, die Geheime Militärpolizei und vor allem die „Sicherungsdivisionen“ der Wehrmacht übergaben aber „herumreisende Zigeuner“ an die Einsatzgruppen, damit diese sie erschossen. Die Einsatzgruppen wurden durch beträchtliche organisatorische und technische Hilfsmittel von der Wehrmacht unterstützt. Mit dem Übergang zur Zivilverwaltung ging auch die Initiative zum Genozid an sie über.
Ein Beispiel dafür ist die Ermordung von ungefähr 100 Roma aus dem lettischen Libau am 4. Dezember 1941. Die deutsche Ordnungspolizei der Stadt erschoss auf Initiative des Kommandanten der Ordnungspolizei im „Ostland“ Georg Jedicke die Roma, nachdem er vom Reichskommissar für das „Ostland“ Hinrich Lohse die Genehmigung erhalten hatte. In Lettland wurden alle erreichbaren „Zigeuner“ Anfang 1942 zur Erschießung an die Sicherheitspolizei übergeben.

#### Süd- und Südosteuropa

##### Italien
Im Polizeidurchgangslager Bozen Fossoli wurden nach dem Sturz Mussolinis ab September 1943 vor allem politische Gegner, Geiseln, antifaschistische Widerstandskämpfer und Juden interniert. Primo Levi, der dort als Häftling inhaftiert war, beschrieb das Lager eindringlich. Unter den über 11.000 belegten Häftlingen befand sich auch eine kleine Zahl an „Zigeunern“, besonders Frauen, die sich zuvor der Zuweisung von Siedlungen durch die italienischen Faschisten entzogen hatten. Das Lager wurde von italienischen Karabinieri und Südtiroler Schutzpolizei geführt. Es diente als Durchgangslager ins KZ Auschwitz.

##### Bulgarien
Bulgarien war zwar bis 1944 mit dem Deutschen Reich und Italien verbündet, dennoch wurden bulgarische Roma, die eine große Minderheit bildeten, nicht verfolgt. Nicht wenige von ihnen beteiligten sich am bewaffneten Widerstand.

##### Serbien und Kroatien

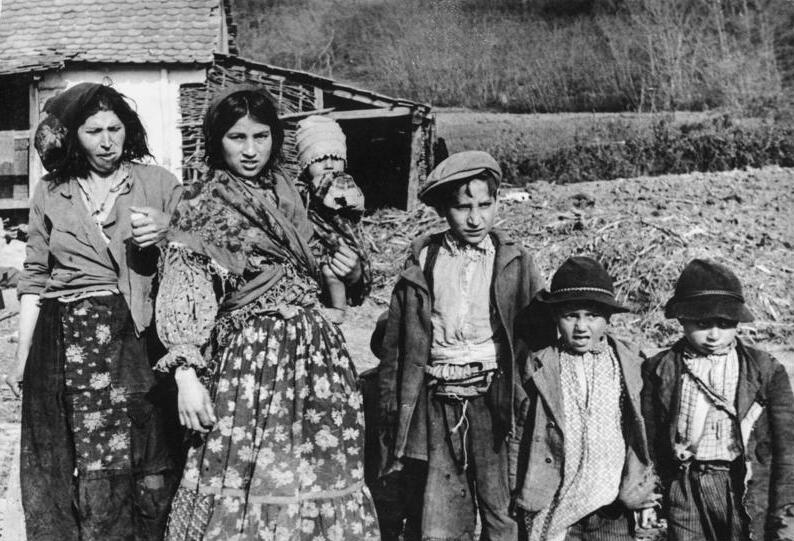
Roma (1941) bei Zagreb, der Hauptstadt des formal unabhängigen Staates Kroatien, der unter deutschem und italienischem Protektorat stand. Typische Propagandaaufnahme.

Mit der Besetzung und Zerschlagung Jugoslawiens wurde in Kroatien der „Unabhängige Staat Kroatien (NDH)“, ein Satellitenstaat unter Führung der klerikalfaschistischen Ustascha-Bewegung des Ante Pavelić, errichtet, während Serbien der deutschen Wehrmacht unterstellt wurde, die von Belgrad aus das gesamte „Militärgebiet Südost“ auf dem Balkan kontrollierte. Die politische Leitung lag dort bei vom RSHA entsandten SS- und Polizeiführern.
In Serbien ergingen bereits im Mai 1941 umfangreiche entrechtende Vorschriften gegen die jüdische und die Roma-Minderheit (Registrierung, Personenkennzeichnung durch gelbe Armbinden „Jude“ bzw. „Zigeuner“, Zutrittsverbote bei Kinos, Sportplätzen, Märkten usw., Beschlagnahme von Rundfunkgeräten, Ausgangsbeschränkungen u. a.)
Nach dem deutschen Überfall auf die Sowjetunion erreichte in Serbien der Widerstand der Befreiungsbewegung mit Hunderten von Sabotagefällen eine neue Größenordnung. Tausende wurden in Lagern inhaftiert, darunter viele Roma und Juden. In zunehmendem Maße ging die regionale Wehrmachtführung nun dazu über, Juden, Kommunisten und Roma als „Geiseln“ zu erschießen, seit Herbst 1941 bis hin zu „regelrechten Massenmorden“. Franz Böhme als bevollmächtigter kommandierender General ordnete an, für einen vom Widerstand getöteten Wehrmachtsoldaten seien 100 serbische Häftlinge und für einen verwundeten 50 zu erschießen. Neben Kommunisten fielen den Mordaktionen (siehe Massaker von Kraljevo und Kragujevac) vor allem männliche Juden und Roma zum Opfer, weil die militärische Führung auf diese Weise die unerwünschten Folgen ihrer Brutalität in der serbischen Bevölkerung klein zu halten versuchte und die Vernichtung der beiden Minderheiten als ohnehin notwendig erachtet wurde. Wehrmachteinheiten handelten bei diesen Erschießungen, denen Tausende zum Opfer fielen, sowohl auf Befehl vorgesetzter Stellen als auch auf eigene Initiative. In manchen Fällen nahm man den zu Erschießenden zunächst Gepäck und Wertgegenstände ab, um diese der Nationalsozialistischen Volkswohlfahrt (NSV) zur Verteilung zu übergeben. Neben Einheiten der Wehrmacht waren Polizei- und SS-Einheiten sowie lokale Kollaborateure an den Morden beteiligt.
Im Roma-Viertel Semlin bei Belgrad, in Šabac und Crveni Krst bei Niš unterhielt die SS Konzentrationslager. Über 120.000 Menschen wurden dort inhaftiert, darunter mit hohen Anteilen Juden und Roma. Die Lager waren eingeführt worden, um Geiseln für Erschießungen zur Verfügung zu haben. Diese Funktion behielten sie.
Mit der Zurückdrängung des kommunistischen Widerstands gegen Ende des Jahres 1941 nahmen die sog. Vergeltungsaktionen ab. Die Zahl der Opfer ging auch deshalb zurück, weil die Tötungsrelation von 1:100 auf 1:50 gesenkt wurde. Im weiteren Verlauf wurde zwar die Vernichtungspolitik gegen die jüdische Minderheit fortgesetzt, zugleich aber gegenüber Roma zurückgenommen, so dass eine Mehrheit die deutsche Besatzung überstand.
Eine große Zahl von Roma kämpfte in Partisaneneinheiten vor allem der nicht partikularistisch-nationalistischen Nationalen Befreiungsbewegung unter Josip Broz Tito für die Befreiung Jugoslawiens. In manchen Landesteilen schlossen Roma sich zu eigenen Widerstandsgruppen zusammen. Bekannt wurden zum Beispiel
- eine größere Gruppe meist Jugendlicher, die nach der Flucht nach Ostitalien unter Führung von Walter Catter in Venetien operierte.
- Hasani Ibrahim. Er stellte Benzinbomben für den antifaschistischen Widerstand her und beschaffte Waffen. Bevor er sich den kämpfenden Einheiten in den Bergen anschloss, sprengte er ein deutsches Munitionslager mit Fahrzeugen.

In Serbien wurden neben männlichen Juden im Herbst 1941 1.000 männliche „Zigeuner“ von der Wehrmacht als Geiseln erschossen. Von den zurückbleibenden Frauen und Kinder wurden 292 Anfang 1942 in das bei Belgrad gelegene KZ Sajmište unter der Leitung zunächst von Edgar Enge, dann Herbert Andorfer inhaftiert. Im April und Mai 1942 wurden die zwischen 5.000 und 6.000 Insassen von Sajmište, ganz überwiegend Frauen und Kinder, mit Gaswagen ermordet. Nach Aussage von Andorfer waren wenigstens zehn Prozent der Opfer Roma. Das Lager bestand weiterhin, so wurden dort im Juli 1943 etwa dreitausend von deutschen Truppen Zusammengetriebene, darunter etwa 500 Roma, inhaftiert. Sehr viele starben in Sajmište, andere wurden von dort in die Konzentrationslager Jasenovac oder Auschwitz verlegt.

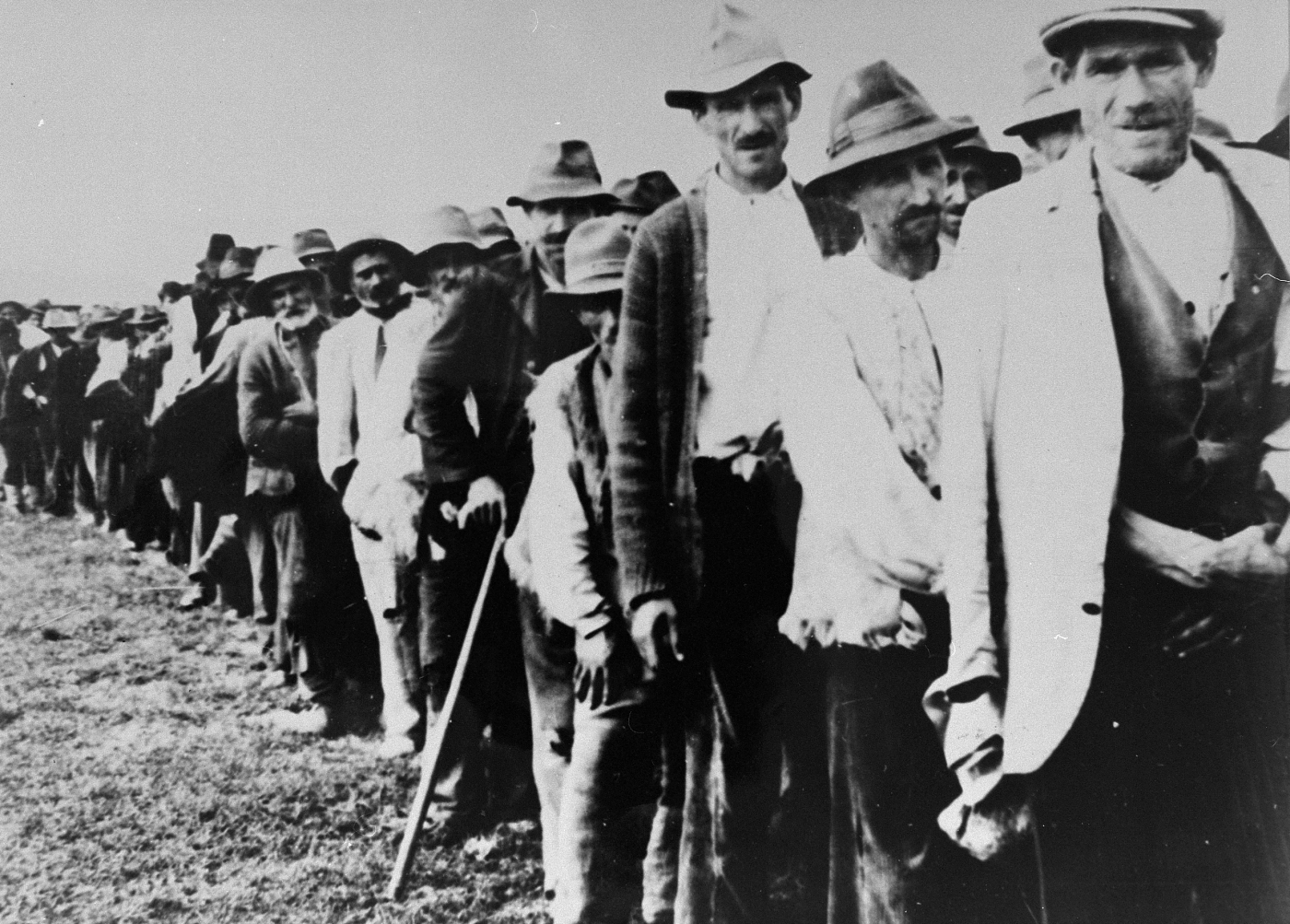
Serben und Roma werden deportiert, Juli 1942

In Kroatien verfolgte die mit den Nationalsozialisten verbündete Regierung eine Politik, die die Angehörigen der „kroatischen Rasse“ privilegierte und Serben, Juden und Roma als „Nichtarier“ entrechtete. Im Mai 1942 erging ein Ustascha-Befehl, nach dem alle in Kroatien lebenden „Zigeuner“ festzunehmen waren. Ausgenommen waren die in Bosnien und Herzegowina ansässigen sesshaften Moslemischen Roma, die von der moslemfreundlichen Regierung zu „Ariern“ erklärt wurden. Tausende von Roma in Kroatien wurden im KZ Jasenovac inhaftiert, wohin sie kolonnenweise zusammengekettet geführt wurden. Jüngere Männer, die das Lagerpersonal als arbeitsfähig betrachtete, wurden zur Zwangsarbeit verwendet. Wer nicht in diese Kategorie fiel, wurde „mit Keulen, Hämmern, Messern und Dolchen“ an ausgehobenen Massengräbern getötet. Daran beteiligte sich als stellvertretender Kommandeur des Lagers auch der Franziskaner-Pater Miroslav Filipović. Hunderte auch der Arbeitsfähigen fielen den Lagerbedingungen und Massakern der Ustascha zum Opfer. Kurz vor dem Zusammenbruch des Vasallenstaates ermordete das Lagerpersonal die meisten der bis dahin Überlebenden. Die Zahl der getöteten Roma ist unsicher. Schätzungen schwanken für Jasenovac zwischen 10.000 und 40.000, für ganz Kroatien zwischen 25.000 und 50.000.

##### Rumänien

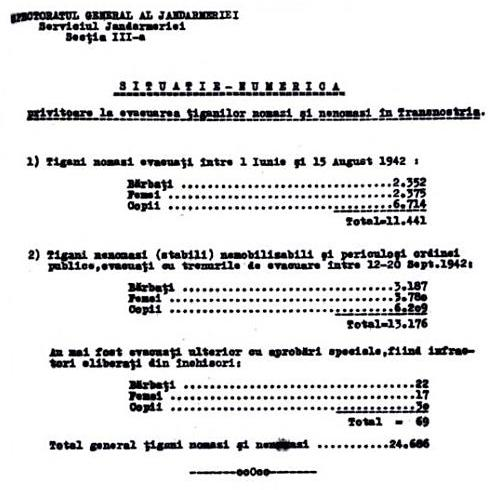
Aufstellung der rumänischen Gendarmerie über nach Transnistrien deportierte Roma (1942)

Rumänien hatte die größte Romaminderheit in Südosteuropa. Eine Verfolgung gab es bis 1942 trotz verschiedener Ansätze zu einer rassistisch orientierten Zigeunerforschung und -politik, die die Sterilisierung der Angehörigen der Minderheit forderten, nicht. Während der Herrschaft des mit dem nationalsozialistischen Deutschland verbündeten faschistischen Militärregimes des Marschalls Ion Antonescu wurden von Juni bis September 1942 etwa 25.000 Roma, d. h. etwa 12 % der Gesamtgruppe, nach Transnistrien deportiert. Die Region war rumänisch besetztes sowjetisches Gebiet. Das rassistische Kategoriensystem der deutschen Zigeunerverfolgung lag der Deportationsentscheidung nicht zugrunde. 13.176 Deportierte waren sesshafte, jedoch als „gefährlich und unerwünscht“ beurteilte Roma. 11.441 waren nicht sesshaft. Als solche gehörten sie zu einer Minderheit der Gesamtpopulation. Etwa 11.000 der 25.000 starben aufgrund von Hunger, Kälte, Krankheit und anderen Mangelbedingungen.

##### Ungarn
Zwar gab es in Ungarn mit schätzungsweise 100.000 Roma bereits unter dem Regime des Reichsverwesers Miklos Horthy antiziganistische Maßnahmen, die aber in ihrer Schärfe weit hinter der deutschen Zigeunerpolitik zurückblieben. 1940 erhöhte sich nach der Annexion von Nordsiebenbürgen und der Batschka die Zahl um weit mehr als die Hälfte. Nicht mitgerechnet in den Bevölkerungsanteil der „Zigeuner“ waren dabei die „bürgerlichen Berufen nachgehenden“ und „in den Städten als Musikzigeuner lebenden“ Roma. Der nationalsozialistische Einfluss führte zu einer Radikalisierung der ungarischen Zigeunerpolitik. Im Februar 1941 erwog die Regierung, Roma ohne „geregelte Arbeit“ in Lagern zu internieren. In einigen Komitaten wurde im Sommer 1944 eine landwirtschaftliche „Arbeitspflicht“ verhängt und eine namentliche Erfassung verfügt. Die Massendeportation ungarischer Juden nach Auschwitz ließ im Sommer 1944 die Überlegung entstehen, diesen Ausfall von Arbeitskräften durch „Zigeuner“ zu kompensieren. Umgesetzt wurde diese Vorstellung nicht. Roma mit festem Wohnsitz – der größte Teil der ungarischen Roma – wurden noch bis zum Herbst 1944 zum Militärdienst eingezogen. Nachdem Horthy versucht hatte, einen Separatfrieden mit den Alliierten zu schließen, übernahmen im Oktober 1944 die faschistischen „Pfeilkreuzler“ unter Ferenc Szálasi die Macht. Sie verschärften die Maßnahmen gegen Roma zunächst durch eine Festsetzungvorschrift für die südlichen Militärbezirke. Es folgten Großrazzien, Festnahmen von Tausenden und Deportationen durch Fußmärsche, bei denen es zu Todesfällen kam, in ein nordungarisches Gefängnis. Ein unbestimmter zahlreicher Anteil dieser unter völlig unzureichenden Lebensbedingungen Inhaftierten wurde nach Deutschland deportiert und in Außenlagern des KZ Buchenwald und Ravensbrück zur Zwangsarbeit verwendet. Die Zahl der Todesfälle in den Lagern, auf den Evakuierungstransporten und in den letzten Kriegswochen in Bergen-Belsen ist nicht bekannt.
In der letzten Kriegsphase wurden Roma einzeln und in Gruppen dort getötet, wo bereits von der Roten Armee befreite Ortschaften wieder von deutschen Truppen und Pfeilkreuzlern zurückerobert wurden und Denunzianten über Begrüßungen der sowjetischen Truppen informiert hatten. So ermordeten Gendarmen auf Befehl der Gestapo und der ungarischen Geheimpolizei im Februar 1945 bei Székesfehérvár mindestens 40 Roma als angebliche „moskowitische Zigeuner“. Die heutige Forschung geht von etwa 5.000 Roma aus, die in der Endphase des Kriegs, und von etwa 1.000, die bis dahin in Ungarn oder in den deutschen Konzentrationslager getötet wurden.

### Zur Gesamtzahl der Opfer
Zur Gesamtzahl der Opfer werden unterschiedliche Angaben gemacht. Seit 1963 – also lange vor dem Beginn einer seriösen Forschung zum Thema – kursiert die Zahl von 500.000 Opfern. Sie geht auf eine grobe journalistische Schätzung zurück, die seither in Medien und Politik reproduziert wird. Auch der Zentralrat Deutscher Sinti und Roma und das von ihm getragene Dokumentationszentrum nennen diese Zahl. Laut Karola Fings und Ulrich F. Opfermann handelt es sich um eine „griffige Zahl“, die „wie die ‚sechs Millionen ermordeten Juden‘ zum Teil als Pathosformel verwendet“ werde. Diese Angabe hat sich abseits der Forschung verselbständigt und wird mitunter erhöht auf „600.000 bis 1 Mio.“ oder mehr. Da sich diese Angaben nicht aus der Forschung begründen lassen, werden sie aufgegriffen, um den Genozidcharakter der nationalsozialistischen Zigeunerverfolgung wie generell die Forschungsergebnisse in Frage zu stellen. Es ist aber, so eine jüngere Forschungspublikation, „keineswegs redlich […], ob im politischen oder wissenschaftlichen Diskurs, damit den NS-Völkermord an Sinti und Roma zu bagetellisieren oder in Zweifel zu ziehen.“
Der Historiker Michael Zimmermann ging auf der Grundlage einer umfassenden Auswertung der vorliegenden Quellen und Literatur 2003 von 94.000 Todesopfern aus und kommentierte: „Die reale Zahl“ könne „angesichts einer zurzeit schwer bestimmbaren Dunkelziffer jedoch höher liegen. Um zu valideren Angaben der Gesamtopferzahl zu kommen, sind vor allem zusätzliche Recherchen über die frühere Sowjetunion sowie über Serbien und Ungarn vonnöten.“
Donald Kenrick und Gratton Puxon sprechen in Zusammenfassung ihrer Teilschätzungen 2009 von 200.000 Roma, „who were deliberately killed or died through starvation or lack of medical attention.“ Damit distanzieren sie sich von der Meinung Puxons dreißig Jahre zuvor, der zu diesem Zeitpunkt noch von einer „vorsichtigen Schätzung“ von einer halben Million ausgegangen war, die sich noch bestätigen werde.
Die Teilzahl der mittel- und westeuropäischen Opfer lässt sich ziemlich genau bestimmen. Sie wird von Zimmermann für das Deutsche Reich, Österreich, Tschechien, die Niederlande, Belgien und zwei an Belgien angrenzende französische Départements auf etwa 30.000 gesetzt.
Ungeachtet der zwischen Forschung einerseits und Selbstvertretungen andererseits umstrittenen Anzahl der Opfer gibt es die grundsätzliche Übereinstimmung, dass die nationalsozialistischen Massenverbrechen an der Minderheit der Roma als Genozid mit der Shoa gleichzusetzen sind und dass auch hier der Begriff „Holocaust“ anwendbar ist.

## Rezeption und Aufarbeitung des Porajmos nach 1945
Der Umgang mit den Taten, Tätern und Opfern des Porajmos in der Bundesrepublik und auch in anderen Staaten nach 1945 war lange Zeit von einer Begriffslosigkeit und dem Übersehen der Verfolgung im Nationalsozialismus geprägt. Die überlebenden Opfer in der Bundesrepublik landeten häufig in Barackenlagern, die an den gleichen Orten standen wie die Lager, aus denen sie deportiert worden waren. Ihr Bemühen um Strafverfolgung der Täter, so etwa das Aufspüren von Robert Ritter und eine Strafanzeige gegen ihn, blieben lange ohne jeden Erfolg. Wenn zunächst Täter des Porajmos verurteilt wurden, dann meist wegen Taten, die sie an anderen Opfern begangen hatten. Bei den Nürnberger Prozessen abgeurteilte Medizinverbrechen, zu deren Aufklärung Sinti, an denen diese Verbrechen begangen wurden, durch Zeugenaussagen beigetragen hatten, wurden zwar öffentlich rezipiert, die Zugehörigkeit der Opfer blieb aber ungenannt. Ein Teil der NS-Täter besetzte in der westdeutschen Polizei Posten, die wiederum Roma überwachten und die ihnen nebenbei ermöglichte, eine Wiedergutmachung weitgehend auszuhebeln. Bei der Wiedergutmachung wurde außerdem 1956 höchstrichterlich die rassische Verfolgung für den Zeitraum vor dem Auschwitz-Erlass 1942 verneint. Ab Anfang der 1980er Jahre mit der erstarkenden Bürgerrechtsbewegung der Roma, besonders in der Bundesrepublik Deutschland, änderte sich die Situation. In der medialen Öffentlichkeit wurde der Porajmos zunächst unter dem Begriff Völkermord an Sinti und Roma bekannt, erst 1982 erklärte die Bundesregierung, dass die Verbrechen als Völkermord anzusehen sind.

### Der Umgang mit den Akteuren des Genozids

#### Strafverfolgung
Otto Ohlendorf (hingerichtet in Landsberg (Lech) 1951) als Angeklagter im Einsatzgruppen-Prozess. Seine Aussagen belegen das rassistisch-antiziganistische Motiv der Einsatzgruppe D bei der Ermordung von „Zigeunern“.
In deutschen NS-Verfahren gab es in den Westzonen bzw. in der Bundesrepublik Deutschland mindestens 6.500 rechtskräftige Urteile und in der SBZ/Deutschen Demokratischen Republik mindestens 12.890. Nur etwa ein Fünftel der jeweiligen Verfahren bezog sich auf den Genozid an der jüdischen Minderheit, eine völlig marginale Bedeutung hatte in beiden Staaten der Genozid an der Roma-Minderheit. Verbrechen an Roma waren im Westen gerade 27-mal, im Osten viermal Gegenstand einer Hauptverhandlung.
„Gegen Dutzende Polizisten, Verwaltungsbeamte und Wissenschaftler“ gab es nach dem Ende des Nationalsozialismus staatsanwaltliche Ermittlungen bundesdeutscher Gerichte in Sachen „Zigeunerverfolgung“. In den meisten Fällen kam es jedoch nicht zur Hauptverhandlung. Folgte sie, so endete sie in der Regel mit der Einstellung des Verfahrens, so z. B. in den Verfahren
- gegen das Personal der RHF Robert Ritter (1950), Adolf Würth (1961–1963, 1986), Eva Justin (1958–1960) und Sophie Ehrhardt (1981–1982, 1983–1986), Ruth Kellermann (1984–1989),
- gegen Deportationsverantwortliche der zentralen polizeilichen Institutionen wie Josef Eichberger (1961–1964), den Hauptorganisator der „Zigeuner-Transporte“ im RSHA, oder Paul Werner (1962), Amtsgruppenleiter im RSHA,
- gegen lokale Deportationsverantwortliche wie Otto Bovensiepen (1969–1971) oder Leo Karsten (1957–1960), Leiter der „Dienststelle für Zigeunerfragen“ im Berliner Polizeipräsidium oder Hans Maly (1961–1964), Sachbearbeiter der Kölner Kripo und später im RSHA.

Bei vielen Tätern des Porajmos, die von nichtdeutschen, deutschen oder internationalen Gerichten wegen nationalsozialistischer Gewaltverbrechen verurteilt, z. T. auch hingerichtet wurden, wurden in den Anklagen und/oder Urteilen die Verbrechen an Roma nicht thematisiert. Beispiele hierfür sind z. B.
- Täter aus dem „Zigeunerlager Auschwitz“ wie Otto Moll (verurteilt im Dachau-Hauptprozess, hingerichtet), Fritz Klein (verurteilt im Bergen-Belsen-Prozess, hingerichtet), Johann Schwarzhuber (verurteilt beim Ravensbrück-Prozess, hingerichtet) oder Hermann Balthasar Buch (1948 in Krakau verurteilt).
- Adolf Eichmann, der auch die Deportationszüge für Roma organisierte, wurde hierfür in Jerusalem angeklagt, aber nicht verurteilt.
- In zwei Nürnberger Nachfolgeprozessen (Geiselmord-Prozess/Fall VII gegen zwölf Generäle und Einsatzgruppen-Prozess/Fall IX gegen 24 SS-Offiziere) gehörten zu den Tatvorwürfen auch Verbrechen an Roma. Für die Urteilsfindung hatten sie „eine völlig untergeordnete Bedeutung“. Festzustellen ist zudem, dass die Ermittler zahlreiche Quellen zum Genozid an den Roma zusammentrugen, davon aber „kaum etwas“ in die publizierte Auswahl von Dokumenten übernommen wurde.[106] Beim Nürnberger Ärzteprozess waren Medizinverbrechen (Unterdruck-, Unterkühlungs- und Meerwasserversuche), deren Opfer Roma waren, Verhandlungsgegenstand und es ergingen auch Urteile. Die Zugehörigkeit der Opfer wurde in der zeitgenössischen Literatur, etwa in der von Alexander Mitscherlich und Fred Mielkes Das Diktat der Menschenverachtung. Der Nürnberger Ärzteprozeß und seine Quellen (1947) ausgespart. Selbst 2001 etwa in dem von Angelika Ebbinghaus und Klaus Dörner herausgegebenen Vernichten und heilen, das auch diese Medizinversuche in KZs behandelt, findet sich hier kein Hinweis.
- In den für NSG-Verfahren wegweisenden Frankfurter Auschwitz-Prozessen blieben die Verbrechen an Roma marginal. So blieb bei der Verurteilung des SS-Unterscharführers Pery Broad wegen Beihilfe zum Mord die Ermordung von 3000 Häftlingen bei der Auflösung des „Zigeuner-Lagers“ unberücksichtigt. Das vom hessischen Justizminister zugesagte Nachfolgeverfahren dazu fand nie statt.[107]

In den Verfahren gegen das wissenschaftliche Personal der RHF übernahmen die Richter die Schutzbehauptungen der Angeklagten bzw. erkannten auf Beweismangel. Für Justin sprach als glaubwürdiger Entlastungszeuge der Arzt Hermann Arnold, der nach 1945 den Forschungsansatz der RHF fortsetzte. Die Ermittlungsverfahren gegen Karsten in Frankenthal (Pfalz) und gegen Eichberger, Maly, Wilhelm Supp, Heinrich Böhlhoff und 42 andere in Köln wurden eingestellt, weil die Angeklagten nach Meinung der Richter den Zweck des Auschwitz-Erlasses nicht gekannt und aus ihrer Dienststellung heraus auch nicht hätten erkennen können.
Der für Deportationen aus dem Raum Hannover verantwortliche Felix Linnemann verstarb nach kurzer Haft aus anderen Gründen 1948.
Allein zwei Prozesse führten zu Urteilen. Der „Berleburger Zigeunerprozess“ gegen lokale Deportationsverantwortliche (1948/1949, Revision 1951) endete mit Freisprüchen, Strafen am unteren Rand des Strafrahmens, Haftbefreiungen und Amnestierungen. Der Prozess gegen den SS-Rottenführer und Blockführer im „Zigeuner-Lager“ in Auschwitz-Birkenau Ernst-August König endete mit „lebenslänglich“. König nahm sich das Leben, bevor das Urteil Rechtskraft erlangt hatte.
Daneben gab es Verfahren vor alliierten, jugoslawischen, österreichischen und DDR-Gerichten. Sie behandelten – wie z. B. die genannten beiden Nürnberger Nachfolgeprozesse oder einige bundesdeutsche Verfahren wie der Chelmno-Prozess – die Verbrechen an Roma in der Regel nur nachrangig in umfangreicheren Tatkomplexen.
Die nichtbundesdeutschen Verfahren führten in der Regel zu Verurteilungen. Die Bandbreite reichte dabei von der Todesstrafe über „lebenslänglich“ bis zu zeitlichen Haftstrafen. Soweit es in den westalliierten Verfahren zu Haftstrafen bzw. zu einem Verzicht auf den Vollzug der Todesstrafe kam, wurden die Täter bis spätestens in der zweiten Hälfte der 1950er Jahre amnestiert, die meisten der Haupttäter bereits nach wenigen Haftjahren.
In Österreich war die Ahndung dieser NS-Verbrechen durch die österreichische Volksgerichtsbarkeit (1945–1955) auf wenige Verfahren begrenzt. Die Verfolgung wurde auf kriminalpräventive Verbrechensbekämpfung zurückgeführt und blieb bis Anfang der 70er Jahre ein Randphänomen der Forschung.

#### Täterkarrieren nach dem Ende des Nationalsozialismus
Ein Teil der Angeklagten wurde erneut mit Führungsfunktionen in Verwaltung und polizeilicher Exekutive betraut, nicht selten im alten Tätigkeitsbereich. So wurde Paul Werner Ministerialrat im baden-württembergischen Innenministerium, Josef Eichberger im Bayerischen Landeskriminalamt Leiter der „Zigeuner“-Abteilung, der Nachfolgebehörde der NS-„Zigeunerleitstelle“ beim Polizeipräsidium München, Leo Karsten Leiter der „Landfahrerpolizeistelle Karlsruhe“. Johannes Otto und Heinrich Böhlhoff leiteten nach 1945 die „Zigeunerbekämpfung“ im Landeskriminalamt Nordrhein-Westfalen und bei der Kriminalpolizei Dortmund. Hans Maly leitete die Kriminalpolizei in der Bundeshauptstadt Bonn. Zahlreiche Mitglieder der SS, des SD und anderer NS-Dienststellen, die an Deportationen und Mordaktionen teilgenommen hatten, wurden in den Polizeidienst der Bundesrepublik Deutschland übernommen. Exemplarisch ist der Fall des Leiters der Kriminalpolizei beim Kommandeur der Sicherheitspolizei und des SD in Tallinn Heinrich Bergmann, der 1942 in Estland maßgeblich an der Ermordung von mindestens 243 Roma, Männern, Frauen und Kindern, beteiligt war. Bergmann wurde 1955 ins Bundeskriminalamt übernommen, dessen Leitungsebene nahezu ausschließlich aus ehemaligen SD-Führungspersönlichkeiten bestand, von denen etwa die Hälfte unmittelbar an den Völkermordverbrechen beteiligt waren. Er war unbehelligt bis zum Erreichen der Altersgrenze im BKA tätig.
Die Täter der RHF landeten dank fehlender Strafverfolgung in verschiedenen Berufen, auch bei Behörden. Robert Ritter und Eva Justin arbeiteten zusammen für die Stadt Frankfurt, Gerhart Stein wurde Hausarzt in Wiesbaden, Adolf Würth arbeitete für das Statistischen Landesamt Baden-Württemberg und Sophie Ehrhardt wurde Professorin für Anthropologie. Sie blieb der anthropologischen Forschung an „Zigeunern“ verbunden und verwaltete illegal einen Teil der Akten der RHF, deren Material sie gefördert von der DFG auswertete. Eva Justin übergab der „Landfahrerstelle“ der Münchner Polizei 40 Aktenordner mit den Genealogien, Karteien, Fotos usw. aus dem Bestand der RHF.

### Zur rechtlichen und politischen Anerkennung des Genozids
Am 22. Februar 1950 legten die bundesdeutschen Finanzministerien den „Runderlass E 19 an die Wiedergutmachungsbehörden“ vor: „Die Prüfung der Wiedergutmachungsberechtigung der Zigeuner und Zigeuner-Mischlinge nach den Vorschriften des Entschädigungsgesetzes hat zu dem Ergebnis geführt, dass der genannte Personenkreis überwiegend nicht aus rassischen Gründen … verfolgt und inhaftiert wurden.“ Als Prüfinstanz für „Wiedergutmachungsanträge von Zigeunern und Zigeuner-Mischlingen“ wurde das Landesamt für Kriminal-Erkennungsdienst in Stuttgart in Zusammenarbeit mit dem Zentralamt für Kriminal-Identifizierung und Polizeistatistik in München und die Landfahrerpolizeistelle der Landespolizei in Karlsruhe bestimmt. Damit waren die Deportationsorganisatoren Paul Werner (Stuttgart), Karl-Wilhelm Supp und Josef Eichberger (München) sowie Leo Karsten (Karlsruhe) beauftragt, in den Entschädigungsverfahren richtungweisende Vorentscheidungen zu treffen. Bis 1953 lag die Reglung der Wiedergutmachung in Händen der Bundesländer.
1956 entschied der Bundesgerichtshof wie vor ihm bereits verschiedene Oberlandesgerichte, bis zur Deportation nach Auschwitz-Birkenau sei die Verfolgung von den „asozialen Eigenschaften der Zigeuner“, nicht aber „rassenideologisch“ motiviert gewesen. Die Minderheit habe „auch schon früher Anlaß gegeben“, sie „besonderen Beschränkungen zu unterwerfen“. Dieses Urteil bekräftigte die bis dahin übliche Ablehnung von Entschädigungsleistungen und begründete die Fortführung dieser Praxis. Noch über den BGH hinaus ging das Oberlandesgericht München. 1961 bestritt es die Deportation selbst nach dem Auschwitz-Erlass als „aus Gründen der Rasse“ geschehen. „Zigeuner“ seien verfolgt worden, „weil sie ziel- und planlos umherzogen, sich über ihre Person nicht ausweisen konnten oder für Spione gehalten wurden“. Die United Restitution Organization (URO) bewertete diese Fehlurteile als skandalös. Bis zur Revision des Urteils 1963 intervenierte die URO laufend im Wiedergutmachungsausschuss des Bundestages und sammelte Material zur Verfolgung von Roma für entsprechende Prozesse.
Eine Studie zur Umsetzung des Bundesentschädigungsgesetzes in Schleswig-Holstein auf der Basis von 295 Entschädigungsanträgen weist für den Zeitraum 1953–1965 und die Personengruppe „‚Asoziale‘, ‚Zigeuner‘, Zwangssterilisierte“ nach Antragsgründen folgende Ablehnungsquoten auf:
- „Schaden an Körper und Gesundheit“: 100 %,
- „Schaden im beruflichen und wirtschaftlichen Fortkommen“: 100 %,
- „Schaden an Freiheit“: 100 %,
- „Schaden an Eigentum und Vermögen“: 100 %.
- „Schaden an Leben“: 50 % „teilweise [anerkannt]“, 50 % „abgelehnt“.

Es handelt sich um die Opfergruppe mit der mit großem Abstand höchsten Ablehnungsquote.
Erstaunlich ist nicht nur die Ablehnungen von Wiedergutmachungsleistungen durch die Behörden, sondern dass sie auch den Instanzenweg gegen Urteile pro Wiedergutmachung bis zu Ende bestritten.
Durch ihre Deportation hatten Auschwitz-Häftlinge die deutsche Staatsbürgerschaft verloren. Für die westdeutschen Behörden war der Zwangscharakter der Deportationen bei der Beurteilung der Staatsbürgerschaft nicht von Bedeutung. Die überlebenden Deportationsopfer galten also weiterhin als staatenlos, waren mithin Bürger minderen Rechts und ohne rechtliche Möglichkeit, Entschädigungs- und Restitutionsverfahren zu führen. Erst während der 1980er Jahre wurden ihnen auf erheblichen Druck der Öffentlichkeit die deutsche Staatsbürgerschaft zurückgegeben.
Nachdem Gerichte der unteren und mittleren Instanz vermehrt dem Urteil der herrschenden Rechtsprechung widersprochen hatten, revidierte der BGH 1963 die Entscheidung von 1956 teilweise. Er konzedierte nun, dass für die Verfolgungsmaßnahmen seit dem Himmler-Erlass vom 8. Dezember 1938 rassistische Motive „mitursächlich“ gewesen sein könnten. Insofern war es nun begrenzt möglich geworden, Entschädigungsanträge zu stellen. Im Dezember 1979 beschloss der Bundestag mit Antragsfrist bis Ende 1982 eine „Beihilfe“ von maximal DM 5000.
Ebenfalls 1982 erklärte die Bundesregierung, die „Verbrechen [an der Roma-Minderheit im Nationalsozialismus] sind als Völkermord anzusehen“, und bezog sich dabei ausdrücklich auf die 1948 von der Generalversammlung der Vereinten Nationen unter dem Eindruck des Holocaust beschlossene Konvention über die Verhütung und Bestrafung des Völkermordes. Für die noch Überlebenden war diese Aussage ohne rechtliche Bedeutung. Zwei Jahrzehnte später übertrug die Bundesrepublik Deutschland die UNO-Konvention von 1948 in das nationale Strafrecht. Seitdem qualifiziert das deutsche Strafrecht die vorsätzliche Zerstörung einer „nationale(n), rassische(n), religiöse(n) oder durch ihr Volkstum bestimmte(n) Gruppe“ als „Völkermord“. Für die Beurteilung der nationalsozialistischen Verbrechen an der Roma-Minderheit blieb das jedoch ohne Bedeutung. Im Gesamtergebnis blieb der Genozid an den europäischen Roma, so auch an den Angehörigen der in Deutschland lebenden Roma, weitgehend entschädigungslos.

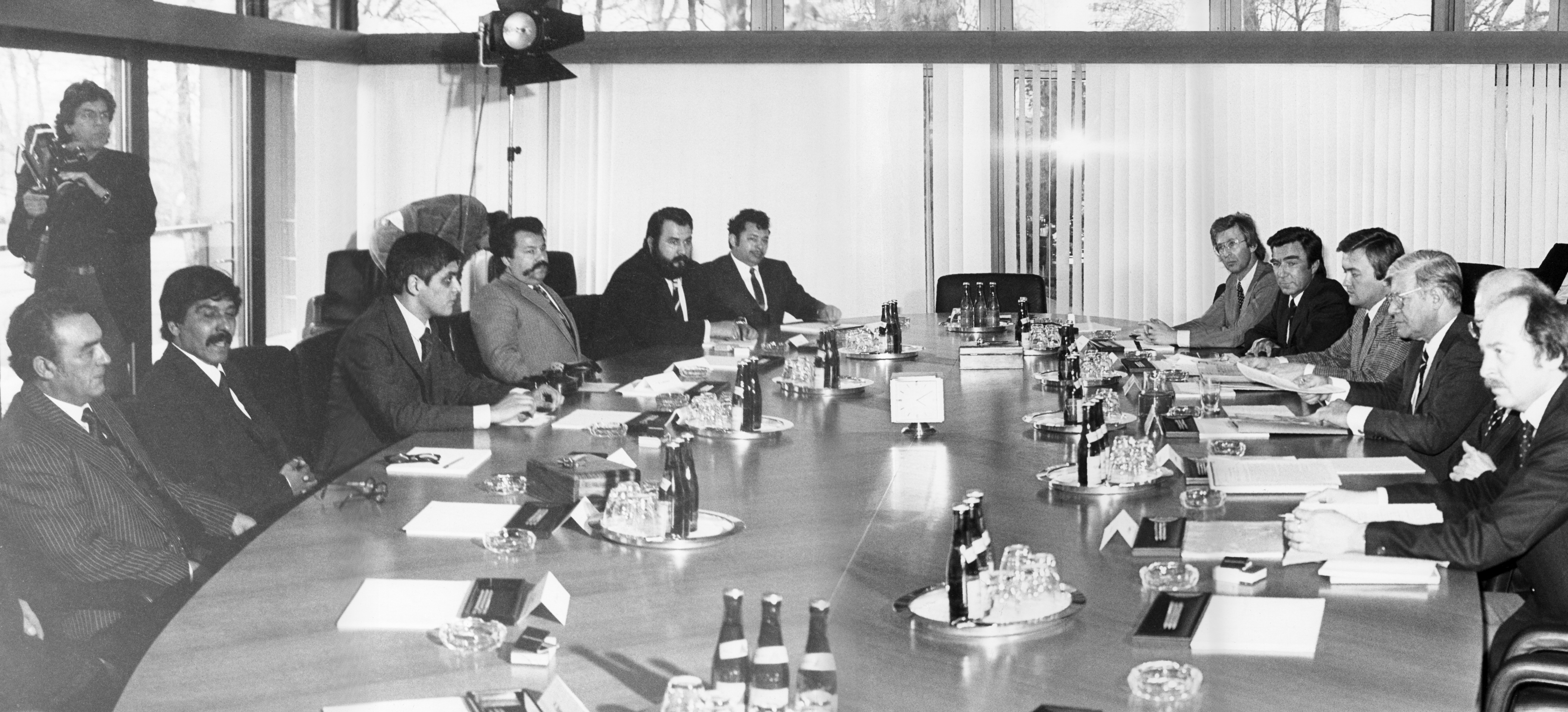
Gespräch des Zentralrats Deutscher Sinti und Roma mit dem damaligen Bundeskanzler Helmut Schmidt (1982)

Auf der politischen Ebene waren die Bemühungen der Opferverbände und ihrer Unterstützer erfolgreicher. Bundeskanzler Helmut Schmidt empfing am 17. März 1982 eine Delegation des Zentralrats Deutscher Sinti und Roma mit dessen Vorsitzenden Romani Rose. Schmidt erkannte den Völkermord an der Minderheit und seine rassistische Motivation an. Bundeskanzler Helmut Kohl bestätigte diese Position am 7. November 1985 bei einer Bundestagsdebatte.
Bundespräsident Roman Herzog erklärte am 16. März 1997 zur Eröffnung eines Berliner Roma-Dokumentations- und Kulturzentrums: „Der Völkermord an den Sinti und Roma ist aus dem gleichen Motiv des Rassenwahns, mit dem gleichen Vorsatz und dem gleichen Willen zur planmäßigen und endgültigen Vernichtung durchgeführt worden wie der an den Juden. Sie wurden im gesamten Einflussbereich der Nationalsozialisten systematisch und familienweise vom Kleinkind bis zum Greis ermordet.“
Im August 2016 einigten sich das Bundesministerium der Finanzen und das Außenministerium der Tschechischen Republik darauf, dass die letzten tschechischen Überlebenden des Porajmos als Entschädigung eine Einmalzahlung von 2500 Euro erhalten sollen. Es handelt sich um etwa 15 Personen.

### Gedenk- und Erinnerungskultur

#### Anfänge

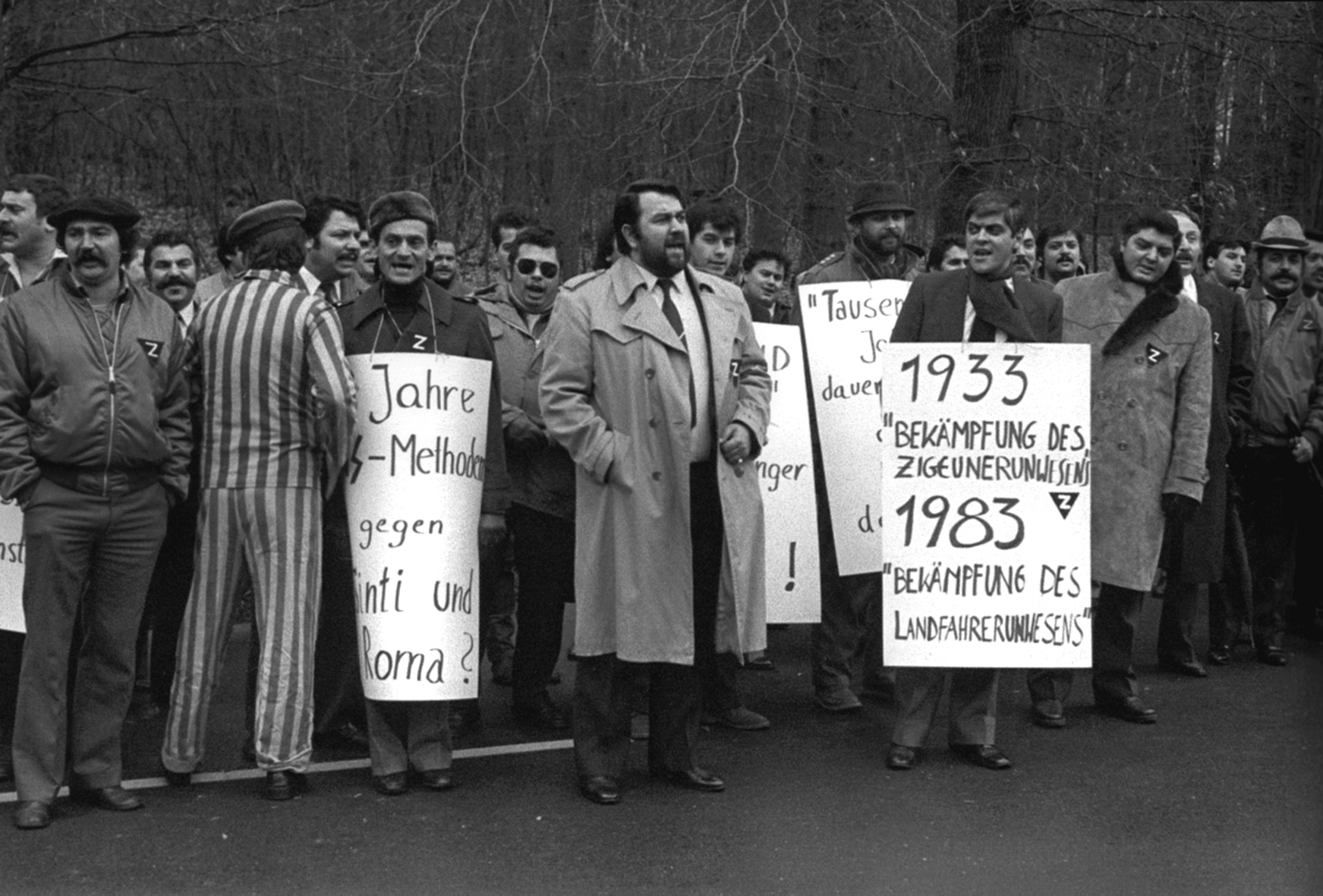
Demonstration von Sinti und Roma am 28. Januar 1983 anlässlich des 50. Jahrestags der Machtergreifung vor dem BKA

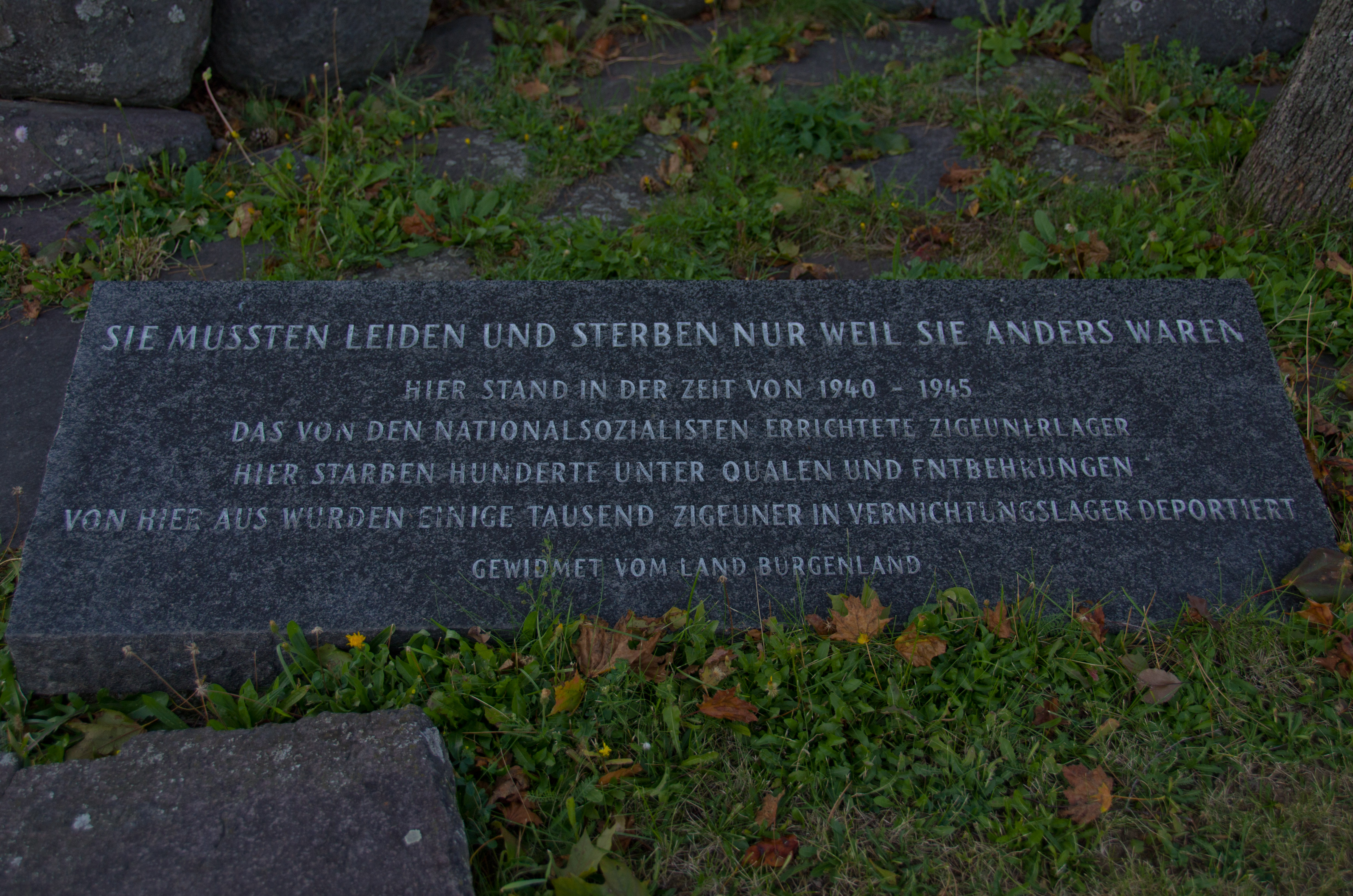
Inschrift am Gedenkstein für das Zigeuner-Anhaltelager Lackenbach aus dem Jahr 1984

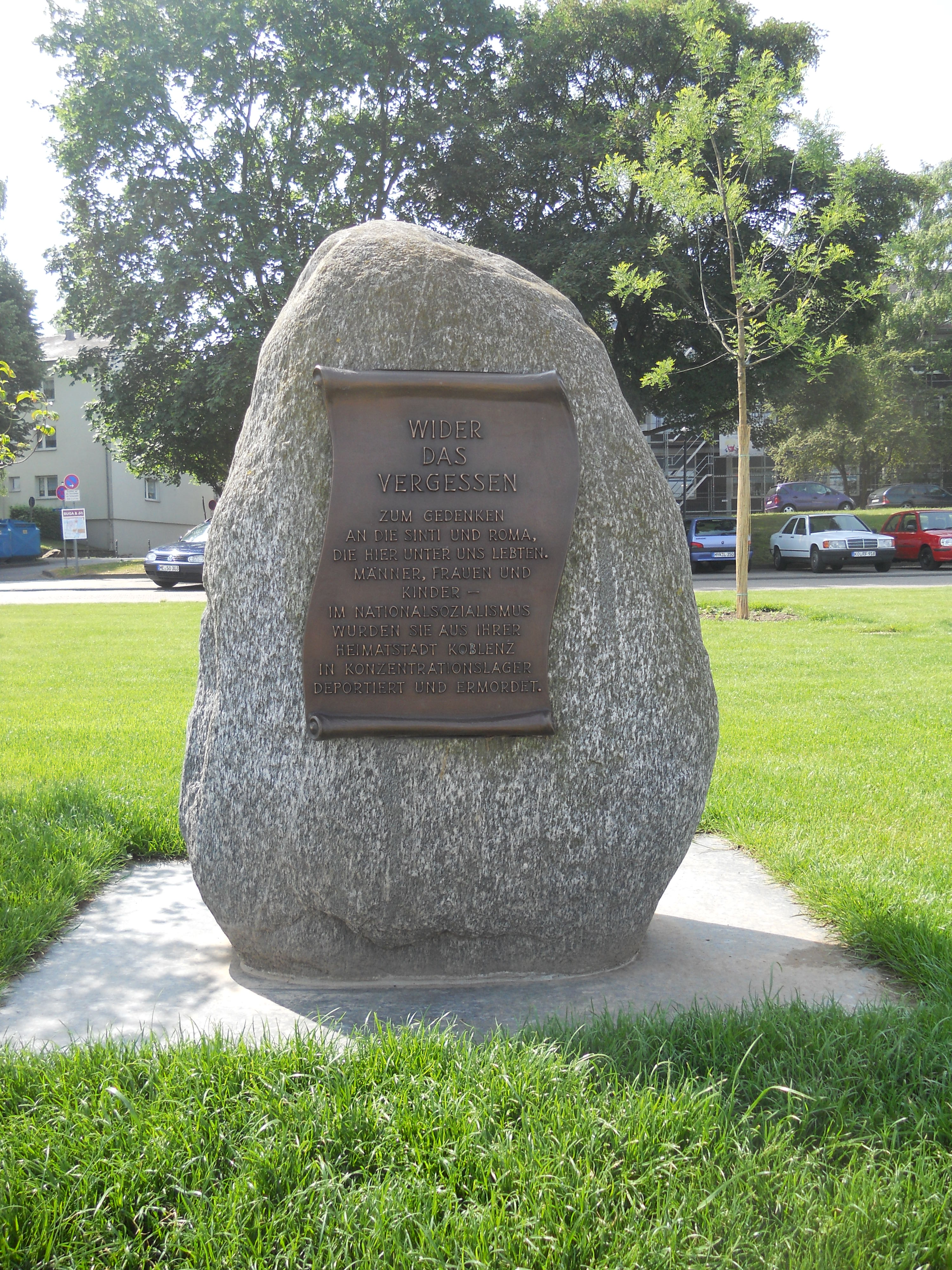
Wider das Vergessen, Mahnmal in Koblenz von 1997

Die mehrheitsgesellschaftliche Kultur der Erinnerung an die nationalsozialistische Verfolgung der europäischen Roma entwickelte sich sehr viel später als zur Geschichte der jüdischen Minderheit oder zur Verfolgung politischer oder kirchlicher Gegner der Nationalsozialisten.
Es waren dann Initiativen der Betroffenen selbst, die nach Jahrzehnten des Schweigens über die Verbrechen und einer von den Ereignissen im Nationalsozialismus unbeeindruckt fortgeführten Diffamierungs- und Diskriminierungspraxis seit Ende der 1970er Jahre Veränderungen zunächst im politisch-offiziellen Raum und in den Medien bewirkten. Vinzenz Rose, Sinto und einer der frühen und zu diesem Zeitpunkt seltenen Akteure der beginnenden Bürgerrechtsbewegung, ließ 1974 aus eigenen Mitteln in Auschwitz-Birkenau ein Mahnmal zur Erinnerung der Ermordeten des „Zigeuner-Lagers“ errichten. 1979 fand eine erste internationale Gedenkkundgebung von Angehörigen der Minderheit und Unterstützern aus der Mehrheitsbevölkerung in der KZ-Gedenkstätte Bergen-Belsen statt. Ostern 1980 führte eine Gruppe Sinti einen weltweit beachteten Hungerstreik in der KZ-Gedenkstätte Dachau durch. Diese und die folgenden Aktionen zunächst kleinerer Gruppen veränderten nicht nur die mediale und die politische Perspektive auf die Minderheit, sie trugen zugleich wesentlich zur Sammlung eines großen Teils der in subethnische Gruppen und Familienverbände zersplitterten Bevölkerungsgruppe in den Landesverbänden und Mitgliedsorganisationen des Zentralrats Deutscher Sinti und Roma (Heidelberg) sowie in kleineren Interessenorganisationen mit regionaler Bedeutung bei.

#### Das Heidelberger Dokumentationszentrum
Das Dokumentations- und Kulturzentrum Deutscher Sinti und Roma in Heidelberg richtete in den 1990er Jahren die einzig vorhandene Dauerausstellung zum „nationalsozialistischen Völkermord an den Sinti und Roma“ ein.

#### Das Berliner Denkmal
1992 beschloss die Bundesregierung die Errichtung eines Denkmals für die im Nationalsozialismus ermordeten europäischen Roma, das in Berlin stehen sollte. Der israelische Künstler Dani Karavan legte einen Entwurf vor. Die Bemühungen zur Umsetzung zogen sich über viele Jahre hin. Hauptproblem war, dass sich die Verbände der Betroffenen und die jeweilige Bundesregierung über den Inhalt des Widmungstextes nicht einig wurden. Streitpunkte waren vor allem die zwischen Bundesregierung und Zentralrat Deutscher Sinti und Roma lange unentschiedene Frage der Gleichstellung des Genozids an den europäischen Roma mit dem Genozid an der jüdischen Minderheit und die zwischen den Opferverbänden kontroverse Frage der Verwendbarkeit des Terminus „Zigeuner“ für die Opfer des Nationalsozialismus. Auf der Grundlage von Vorschlägen der Opferverbände und unter Federführung des Bundes erarbeiteten Historiker des Instituts für Zeitgeschichte (München/Berlin) und des NS-Dokumentationszentrums der Stadt Köln schließlich einen Text, der vom Bundesrat einstimmig beschlossen wurde. Im Jahr 2008 wurde mit dem Bau begonnen. Die Einweihung fand im Rahmen eines Staatsaktes am 24. Oktober 2012 unter Teilnahme von Bundespräsident Joachim Gauck und Bundeskanzlerin Angela Merkel als Redner statt und wurde live vom rbb übertragen. Weitere Redner waren Romani Rose, Vorsitzender des Zentralrats Deutscher Sinti und Roma, sowie der Überlebende des Porajmos Zoni Weisz.
Der Widmungstext bestimmt die Verbrechen an den europäischen Roma eindeutig als Völkermord. Er verwendet den Terminus „Zigeuner“ ausschließlich als Zitierung aus nationalsozialistischen Texten, also als Quellenbegriff, und grenzt die individuelle Verfolgung von jenischen Landfahrern „und anderen Fahrenden“ von der kollektiven Verfolgung und Vernichtung der Roma ab.
Es gab und gibt Aktivitäten, die auf die Situation der Roma-Bürgerkriegsflüchtlinge aufmerksam machen sollen und dabei einen Zusammenhang zwischen der Verfolgung von Roma im Nationalsozialismus und der Bleiberechtssituation von Roma in Deutschland bzw. ihrer Abschiebung herstellen. So protestierten im November 1989 Roma auf dem Gelände des früheren Konzentrationslagers in Neuengamme auf Initiative der Rom und Cinti Union Hamburg gegen die Deportation von Asylsuchenden. Diese Sicht auf die Verfolgung ergibt sich aus der Tatsache, dass die ganz überwiegende Zahl der Ermordeten osteuropäische Roma waren und die Verfolgungserfahrung als traumatisches Erbe sich eben nicht beschränkt auf mitteleuropäische Roma. Vielmehr handelt es sich hier um eine der realen Gemeinsamkeiten der Familien der Gesamtminderheit, vornehmlich aber der ost- und westeuropäischen Familien, und zugleich um eine Gemeinsamkeit mit der jüdischen Minderheit. Während diese aber als Tatsache allgemein anerkannt ist und eine vielfältige Gedenk- und Erinnerungskultur hervorbrachte, ist das bei der Minderheit der Roma bis heute nicht der Fall. Es ist insofern charakteristisch, wenn selbst ein NS-Forscher wie Michael Wildt in einer von der Bundeszentrale für politische Bildung verbreiteten Geschichte des Nationalsozialismus zwar ausführlich auf Antisemitismus und Judenverfolgung eingeht, aber nur äußerst marginal auf Antiziganismus und Zigeunerverfolgung und auf Osteuropa nahezu nicht.
Zwar leisteten deutsche Unterbehörden und andere lokale und regionale Akteure erhebliche Beiträge zur Radikalisierung der nationalsozialistischen Zigeunerverfolgung, nach wie vor aber findet die flächendeckende Unterstützung von Verfolgung und Vernichtung von unten nicht Ausdruck in einer ebenso flächendeckenden Erinnerungskultur (Straßenbenennungen, Denkmälern, Gedenktafeln oder anderen Zeichen bzw. Orten der Erinnerung, öffentliche Veranstaltungen). Immerhin gibt es nach Auskunft des Dokumentationszentrums deutscher Sinti und Roma inzwischen in Deutschland „etwa hundert Gedenkorte für die von den Nationalsozialisten verfolgten und ermordeten Sinti und Roma“.

#### Lokale Gedenkorte
Beispiele lokalen künstlerischen und dokumentierenden Gedenkens im öffentlichen Raum bieten Bad Berleburg (2002), Dreihausen bei Marburg (2009), Düsseldorf (1997), Frankfurt am Main, Greven (1997 Straßenbenennung), Köln (1990 Straßenspurprojekt von Gunter Demnig; 2003 Straßenbenennung), Magdeburg (1998), Ravensburg (1999), Solingen (2007), Wiesbaden (1992), Braunschweig (2002) und Leipzig (2003).
Obwohl Roma im gesamten deutsch beherrschten Europa bis zur Vernichtung verfolgt wurden, wobei nicht selten nationale Behörden und andere nichtdeutsche Verfolger eine große Rolle spielten, andererseits Roma in vielen vor allem osteuropäischen Ländern aktiven Widerstand leisteten, gibt es dort nur eine erst in Ansätzen entwickelte Gedenk- und Erinnerungskultur, und zwar insbesondere an den historischen Stätten der ehemaligen Konzentrations- und Vernichtungslager.
In der Sowjetunion bildete die deutsche Vernichtungspolitik gegen Roma in der Nachkriegszeit ein Schwerpunktthema der Tourneen des Moskauer Staatlichen Zigeunertheaters Romèn. 1982 wurde in dem Dorf Aleksandrowka bei Smolensk ein Denkmal für 176 ermordete Roma des Dorfes errichtet. Erinnerungsinitiativen der nach dem Zerfall der Sowjetunion neu gegründeten Roma-Organisation Föderale national-kulturelle Autonomie der russischen Zigeuner (FNKA) scheiterten bislang. Ein Gedenkstein für die gegen die deutschen Besatzer kämpfenden und zum Teil hoch ausgezeichneten Roma in einem Moskauer Park scheiterte an fehlender Finanzierung und Uneinigkeit in inhaltlichen Fragen. Das Denkmal in Alexandrowka ist bis heute das einzige in Russland.
In der Ukraine demgegenüber beschloss das Parlament 2005 den 2. August zum offiziellen Tag des Gedenkens an den Holocaust der Roma zu machen. Er erinnert damit an das Ende des „Zigeunerlagers Auschwitz-Birkenau“ durch die Vergasung der letzten 2900 Häftlinge im August 1944.
In der nach dem Ende der sozialistischen Staaten entstandenen mittel- und südosteuropäischen Staatenwelt erlebte der Antiziganismus einen anhaltenden Aufschwung und die Roma-Minderheit eine neue Zeit der Diskriminierung und Verfolgung. Eine Erinnerungskultur an den Porajmos konnte sich unter diesen Bedingungen nicht etablieren. Zwei Lager im heutigen Tschechien, dem vormaligen Protektorat Böhmen und Mähren, in denen ab 1940 neben anderen als „asozial“ Deklarierten auch „umherziehende Zigeuner“ und „andere auf dieselbe Weise lebende Landstreicher“ inhaftiert wurden, lagen bei Hodonín (Mähren) und bei Lety (Südböhmen). Viele der Häftlinge starben, andere, darunter Roma, wurden in das Vernichtungslager Auschwitz deportiert.
In Hodonín erinnert als ein die Opfergruppen übergreifendes Symbol ein Kreuz an das dortige Massengrab. In Lety entspricht dem eine Steinsäule. Sie ist an einem schwer zugänglichen und nur mit besonderen Kenntnissen erreichbaren Ort aufgestellt. Auf dem Gelände des Lagers wurde gegen erhebliche Proteste erfolgreich ein Schweinezuchtbetrieb etabliert, deren Besitzer der prominente tschechisch-schweizerische Politiker Karl Schwarzenberg ist. Auf die Initiative der Familie von Schwarzenberg ging bereits die Einrichtung dieses tschechisch geführten Lagers 1939 zurück.
Aus Italien ist ein Erinnerungsort bekannt: Im römischen innerstädtischen Stadtviertel Monti, das auch eine größere Zahl Juden und Roma bewohnten, weist eine Gedenktafel der Stadt Rom an der Wand des Katholischen Instituts Angelo Mai auf die Deportation von Roma im Oktober 1943 durch die Gestapo hin.

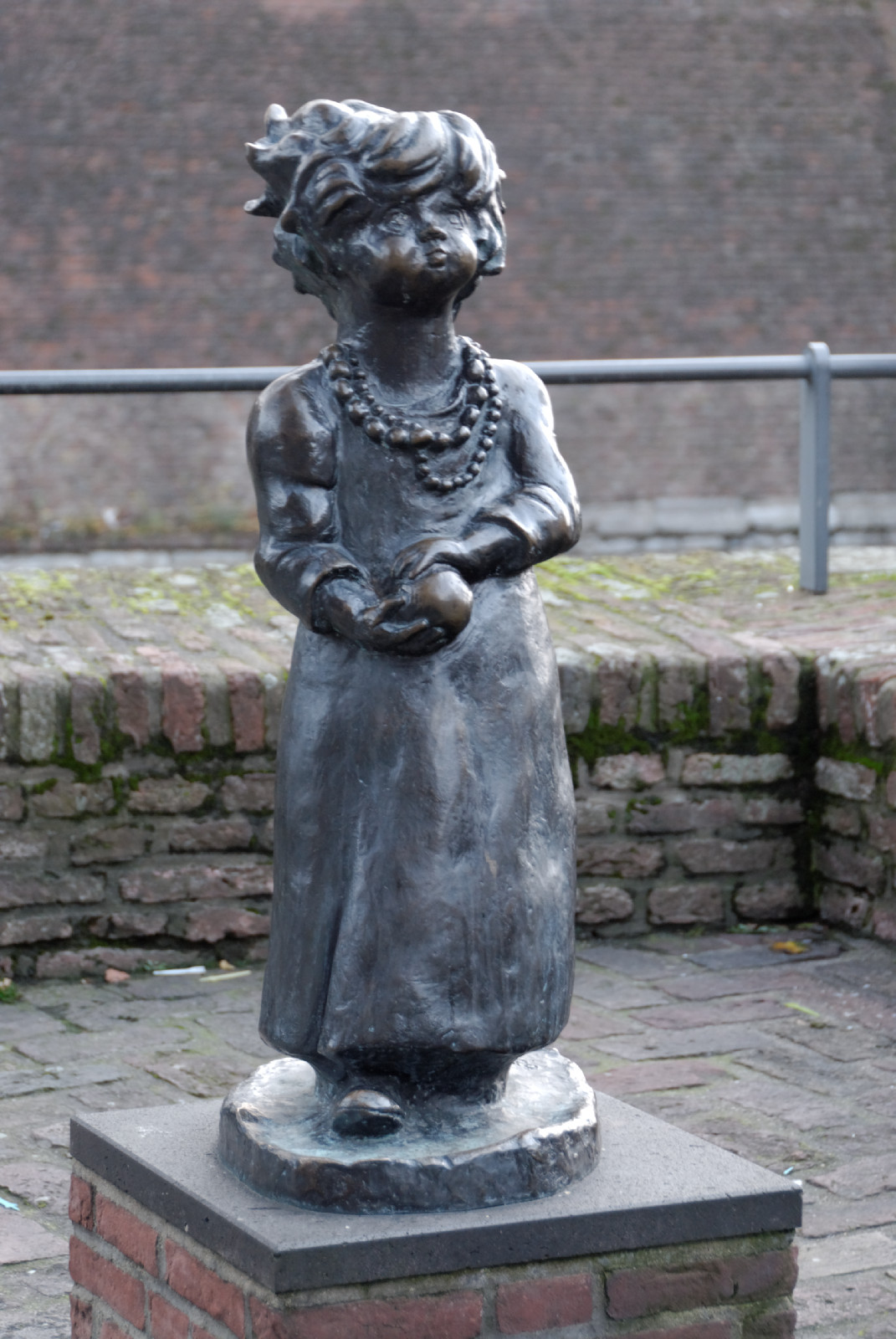
„Ehra oder Kind mit Ball“, Düsseldorf, Abguss einer Statue von Otto Pankok
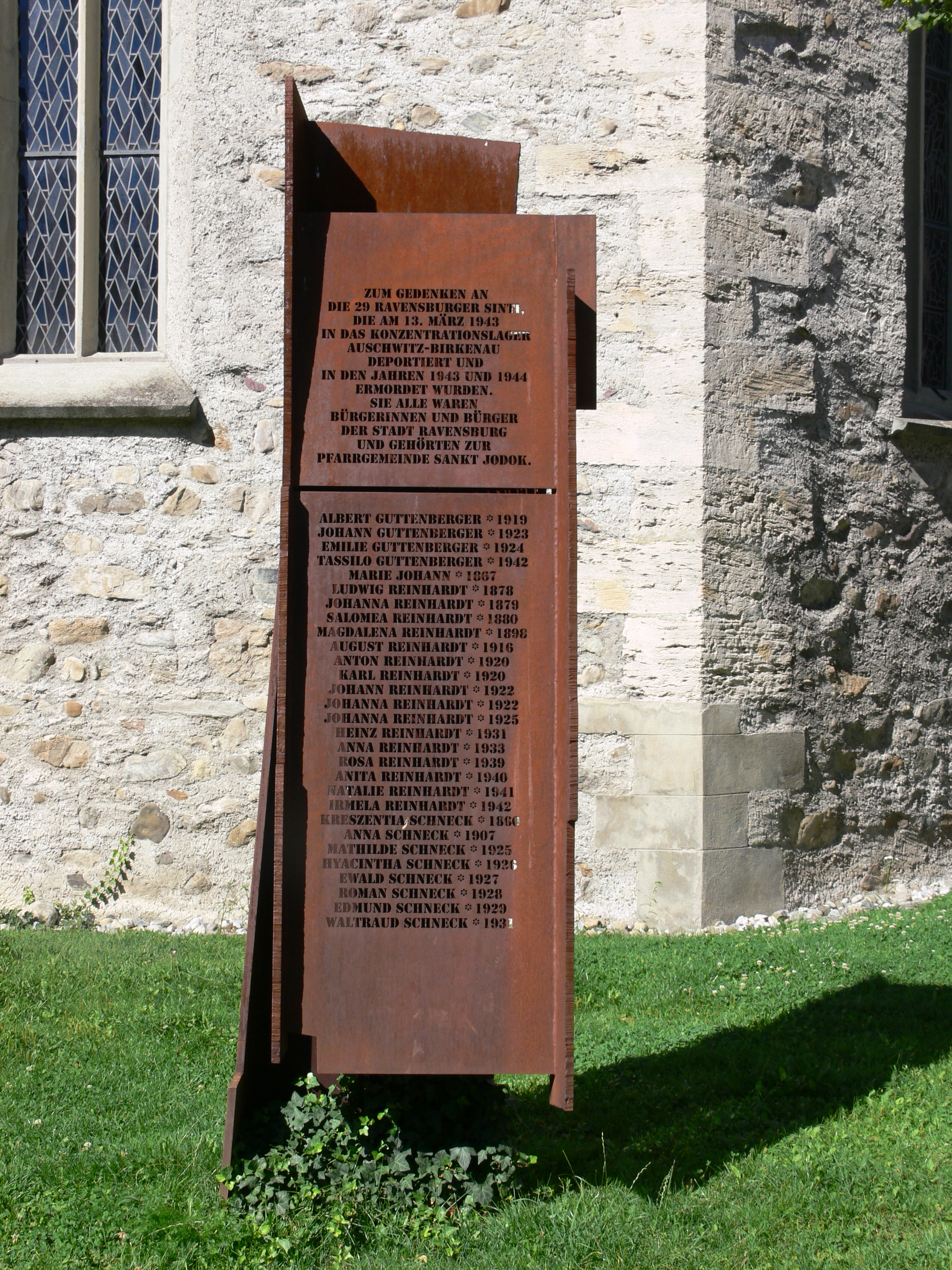
Ravensburg, Mahnmal zum Gedenken an 29 aus dem Zigeunerzwangslager in Ravensburg deportierte und in Auschwitz ermordete Sinti (errichtet 1999)
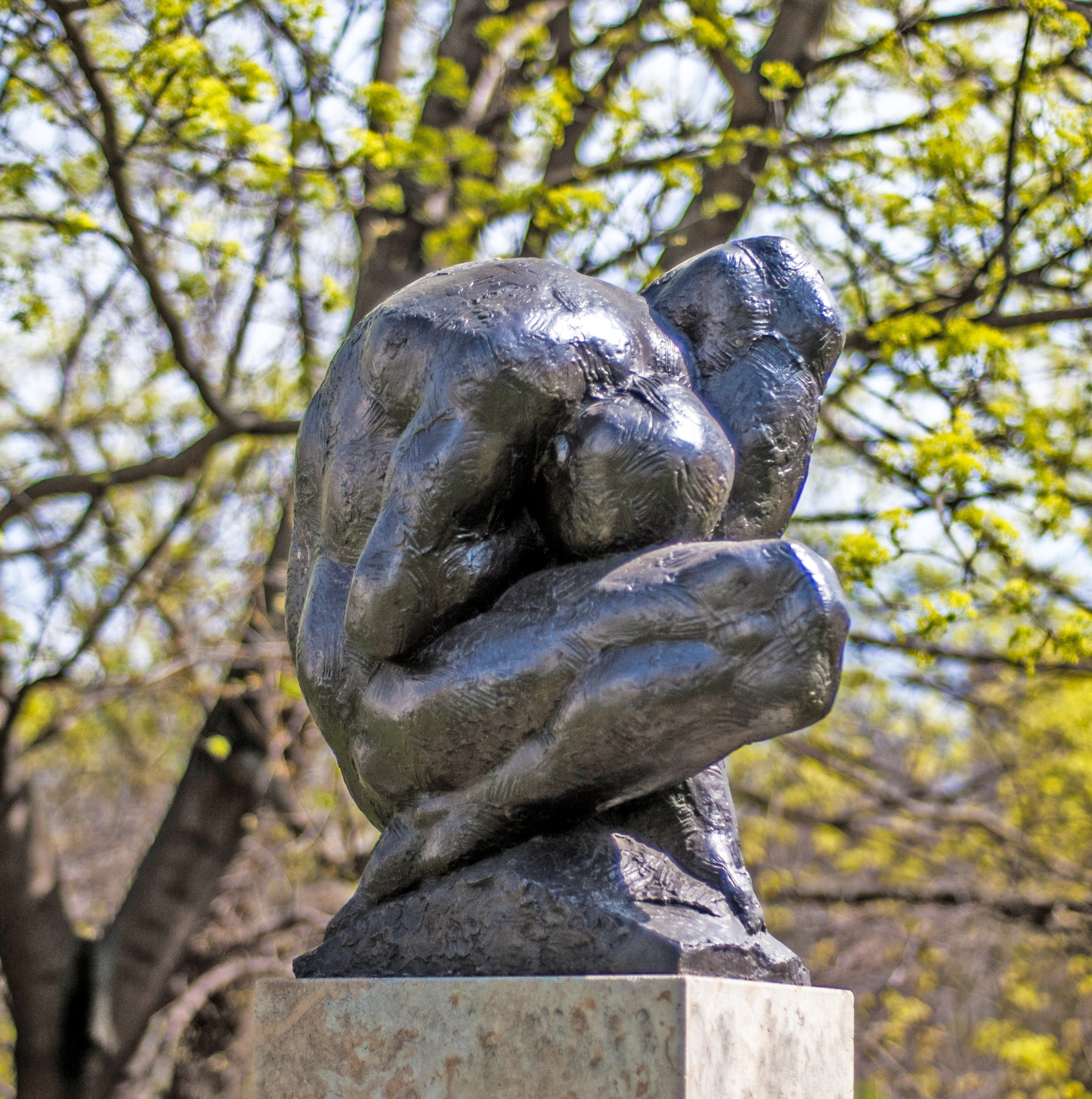
Denkmal Geschlagener, Leipzig, Goethestraße
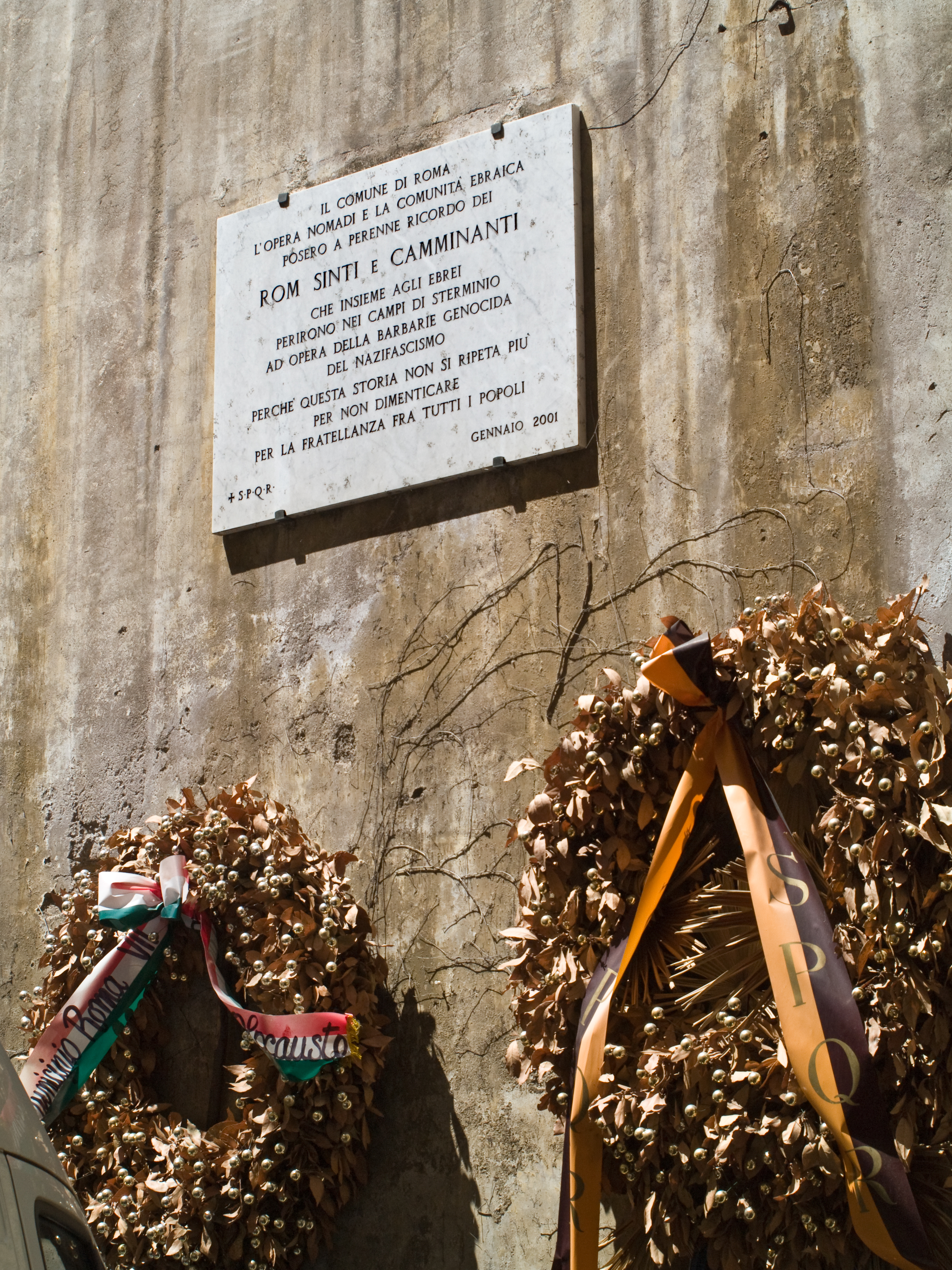
Gedenktafel in Rom (Italien, errichtet 2001)
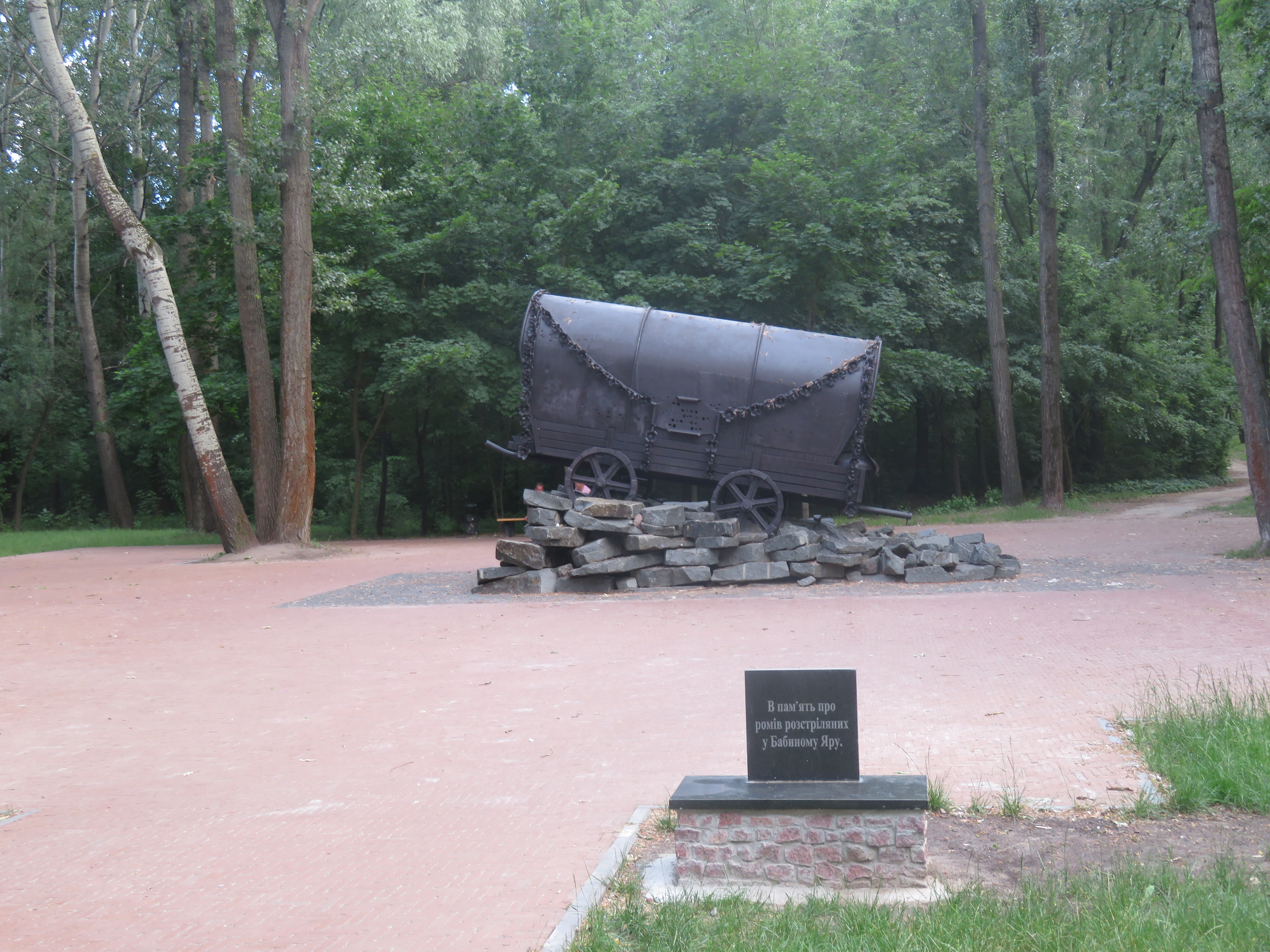
Mahnmal für die ermordeten Roma, Babyn Jar

### Historische Einordnung
Mit der Entstehung von Selbstorganisationen der Minderheit und mit den Aktionen der Bürgerrechtsbewegung seit den ausgehenden 1970er Jahren begann auch in der historischen Einordnung des Porajmos ein allmählicher Perspektivenwechsel. Die Vorstellung von der Singularität der Shoa, hinter der der Genozid an den europäischen Roma in der ideologischen Einbettung, in der Akribie der Planung, in der Systematik der Durchführung und im Ausmaß der Vernichtung weit zurückbleibe, trifft inzwischen auf entschiedenen Widerspruch bis hin zu der von einzelnen Historikern vertretenen Auffassung, dass aufgrund einer weiter gefassten Definition Roma umfassender zur Vernichtung ausersehen gewesen seien als die jüdische Minderheit.
In der Schweiz erarbeitete die Unabhängige Expertenkommission Schweiz – Zweiter Weltkrieg zwischen 1996 und 2000 eine eigene Dokumentation zum Thema.

## Film
- Reiner Holzemer, Jürgen Staiger, Hartmut Ühlein: Verfolgt und vergessen. Die Vernichtung der Sinti und Roma in Auschwitz, 1985, 62 Min[140][141]
- Katrin Seybold und Melanie Spitta: Das falsche Wort. Der Völkermord an den Sinti und Roma. D, Karin Seybold Film 1987, 85 Min.
- Gabriele Trost: „Wir haben doch nichts getan“. Der Völkermord an den Sinti und Roma. D, SWR, 2007, 29 Min. (Dokumentation mit Zeugnissen von Hugo Höllenreiner, Lily van Angeren, Josef Müller – Halle).[142]
- Die Gegenwart der Vergangenheit. Dokumentarfilm, OmU, Original: Teraźniejszość Przeszłości, internationaler Titel: Contemporary Past. Polen 2019, dt. 2020. Buch und Regie: Kamil Majchrzak. 59.[143]

### Gesamtdarstellungen
- Henriette Asséo: Les Tsiganes. Une destinée européenne (= Découvertes Gallimard. 218 Histoire.). Gallimard, Paris 1994, ISBN 2-07-053156-2.
- Till Bastian: Sinti und Roma im Dritten Reich. Geschichte einer Verfolgung (= Beck’sche Reihe. 1425). Beck, München 2001, ISBN 3-406-47551-5.
- Wacław Długoborski (Hrsg.): Sinti und Roma im KL Auschwitz-Birkenau 1943–1944. Vor dem Hintergrund ihrer Verfolgung unter der Naziherrschaft. Verlag des Staatlichen Museums Auschwitz-Birkenau, Oświęcim 1998, ISBN 83-85047-06-9.
- Karola Fings, Opferkonkurrenzen. Debatten um den Völkermord an den Sinti und Roma und neue Forschungsperspektiven, in: S:I.M.O.N. – Shoah: Intervention. Methods. Documentation. 2 (2015) 1, S. 79–101.
- Mariana Hausleitner, Brigitte Mihok, Juliane Wetzel (Hrsg.): Rumänien und der Holocaust. Zu den Massenverbrechen in Transnistrien 1941–1944 (= Nationalsozialistische Besatzungspolitik in Europa 1939–1945. 10). Metropol, Berlin 2001, ISBN 3-932482-43-3.
- Joachim S. Hohmann: Robert Ritter und die Erben der Kriminalbiologie. „Zigeunerforschung“ im Nationalsozialismus und in Westdeutschland im Zeichen des Rassismus (= Studien zur Tsiganologie und Folkloristik. 4). Peter Lang, Frankfurt am Main u. a. 1991, ISBN 3-631-43984-9.
- Joachim S. Hohmann, Reimar Gilsenbach: Verfolgte ohne Heimat. Beiträge zur Geschichte der Sinti und Roma (= Texte zur politischen Bildung. Heft 2, ZDB-ID 1493014-6). Rosa-Luxemburg-Verein, Leipzig 1992.
- Martin Holler: Der nationalsozialistische Völkermord an den Roma in der besetzten Sowjetunion (1941–1944). Gutachten für das Dokumentations- und Kulturzentrum Deutscher Sinti und Roma. Dokumentations- und Kulturzentrum Deutscher Sinti und Roma, Heidelberg 2009, ISBN 978-3-929446-25-8 (Digitalisat (PDF; 7 MB) (Seite nicht mehr abrufbar, festgestellt im September 2024. Suche in Webarchiven); Rezension von Ulrich Opfermann: H-Soz-u-Kult (Dezember, 2009)).
- Donald Kenrick, Grattan Puxon: Sinti und Roma – die Vernichtung eines Volkes im NS-Staat (= Pogrom. Bedrohte Völker. = 11, 1980 = Nr. 69/70 = Pogrom. Reihe. 1004). Gesellschaft für Bedrohte Völker, Göttingen u. a. 1981, ISBN 3-922197-08-6 (zuerst London 1972).
- Donald Kenrick (Hrsg.): Sinti und Roma unter dem Nazi-Regime. Band 1: Von der „Rassenforschung“ zu den Lagern (= Reihe Interface. 12). Edition Parabolis, Berlin 1996, ISBN 3-88402-188-5.
- Donald Kenrick (Hrsg.): Sinti und Roma unter dem Nazi-Regime. Band 2: Die Verfolgung im besetzten Europa (= Reihe Interface. 13). Edition Parabolis, Berlin 2000, ISBN 3-88402-240-7.
- Julia von dem Knesebeck: The Roma Struggle for Compensation in Post-War Germany. University of Hertfordshire Press, Hatfield 2011, ISBN 978-1-907396-11-3.
- Michail Krausnick: Wo sind sie hingekommen? Der unterschlagene Völkermord an den Sinti und Roma. Bleicher, Gerlingen 1995, ISBN 3-88350-038-0.
- Guenter Lewy: „Rückkehr nicht erwünscht.“ Die Verfolgung der Zigeuner im Dritten Reich. Propyläen, München 2001, ISBN 3-549-07141-8 (Michael Zimmermann: Rezension).
- Martin Luchterhandt: Der Weg nach Birkenau. Entstehung und Verlauf der nationalsozialistischen Verfolgung der „Zigeuner“ (= Schriftenreihe der Deutschen Gesellschaft für Polizeigeschichte e. V. 4). Schmidt-Römhild, Lübeck 2000, ISBN 3-7950-2925-2 (Zugleich: Köln, Universität, Dissertation, 1995).
- Gilad Margalit: Die Nachkriegsdeutschen und „ihre Zigeuner“. Die Behandlung der Sinti und Roma im Schatten von Auschwitz (= Reihe Dokumente, Texte, Materialien. 36). Metropol, Berlin 2001, ISBN 3-932482-38-7.
- Brigitte Mihok (Hrsg.): Ungarn und der Holocaust. Kollaboration, Rettung und Trauma (= Reihe Dokumente, Texte, Materialien. 56). Metropol, Berlin 2005, ISBN 3-936411-62-X.
- Sybil Milton: Gypsies and the Holocaust. In: The History Teacher. Bd. 24, Nr. 4, 1991, ISSN 0018-2745, S. 375–387, JSTOR:494697.
- Benno Müller-Hill: Tödliche Wissenschaft. Die Aussonderung von Juden, Zigeunern und Geisteskranken 1933–1945 (= rororo. 5349 rororo aktuell). 9.–11. Tausend. Rowohlt, Reinbek bei Hamburg 1985, ISBN 3-499-15349-1.
- Ulrich Friedrich Opfermann: "Stets korrekt und human" : der Umgang der westdeutschen Justiz mit dem NS-Völkermord an den Sinti und Roma. Heidelberg University Publishing, Heidelberg 2023, ISBN 978-3-96822-197-7.
- Jan Parcer (Hrsg.): Memorial Book. The Gypsies at Auschwitz-Birkenau. = Księga pamięci. Cyganie w obozie koncentracyjnym Auschwitz-Birkenau. = Gedenkbuch. Die Sinti und Roma im Konzentrationslager Auschwitz-Birkenau. 2 Bände. Saur, München u. a. 1993, ISBN 3-598-11162-2.
- Romani Rose (Hrsg.): „Den Rauch hatten wir täglich vor Augen …“ Der nationalsozialistische Völkermord an den Sinti und Roma. Katalog zur ständigen Ausstellung im Dokumentations- und Kulturzentrum Deutscher Sinti und Roma, Heidelberg. Das Wunderhorn, Heidelberg 1999, ISBN 3-88423-142-1.
- Romani Rose, Walter Weiss: Sinti und Roma im „Dritten Reich“. Das Programm der Vernichtung durch Arbeit (= Lamuv-Taschenbuch. 95). Lamuv, Göttingen 1991, ISBN 3-88977-248-X.
- Bernhard Streck: Zigeuner in Auschwitz. Chronik des Lagers B II 3. In: Mark Münzel, Bernhard Streck (Hrsg.): Kumpania und Kontrolle. Moderne Behinderungen zigeunerischen Lebens. Focus, Gießen 1981, ISBN 3-88349-210-8, S. 69–128.
- Erika Thurner: Nationalsozialismus und Zigeuner in Österreich (= Veröffentlichungen zur Zeitgeschichte. 2, ZDB-ID 597688-1). Geyer, Wien u. a. 1983.
- Wolfgang Wippermann: „Wie die Zigeuner“. Antisemitismus und Antiziganismus im Vergleich. Elefanten-Press, Berlin 1997, ISBN 3-88520-616-1.
- Wolfgang Wippermann: „Auserwählte Opfer?“ Shoah und Porrajmos im Vergleich. Eine Kontroverse (= Geschichtswissenschaft. 2). Frank & Timme, Berlin 2005, ISBN 3-86596-003-0 (Rezension von Martin Holler: H-Soz-Kult, 25. Juli 2005; Rezension von Jan Süselbeck: literaturkritik.de, Februar 2006).
- Michael Zimmermann: Rassenutopie und Genozid. Die nationalsozialistische „Lösung der Zigeunerfrage“ (= Hamburger Beiträge zur Sozial- und Zeitgeschichte. 33). Christians, Hamburg 1996, ISBN 3-7672-1270-6 (Zugleich: Jena, Universität, Habilitations-Schrift, 1995).
- Michael Zimmermann (Hrsg.): Zwischen Erziehung und Vernichtung. Zigeunerpolitik und Zigeunerforschung im Europa des 20. Jahrhunderts (= Beiträge zur Geschichte der Deutschen Forschungsgemeinschaft. 3). Franz Steiner, Stuttgart 2007, ISBN 978-3-515-08917-3.

### Regionale und lokale Untersuchungen
- Ludwig Eiber: „Ich wußte, es wird schlimm“. Die Verfolgung der Sinti und Roma in München 1933–1945. Buchendorfer, München 1993, ISBN 3-927984-16-7.
- Udo Engbring-Romang: Die Verfolgung der Sinti und Roma in Hessen zwischen 1870 und 1950. Brandes & Apsel, Frankfurt am Main 2001, ISBN 3-86099-225-2.
- Udo Engbring-Romang: Bad Hersfeld – Auschwitz. Zur Verfolgung der Sinti im Kreis Hersfeld-Rotenburg (= „Hornhaut auf der Seele“. 6). Brandes & Apsel, Frankfurt am Main 2002, ISBN 3-86099-162-0.
- Karola Fings, Ulrich Friedrich Opfermann (Hrsg.): Zigeunerverfolgung im Rheinland und in Westfalen. 1933–1945. Geschichte, Aufarbeitung und Erinnerung. Schöningh, Paderborn u. a. 2012, ISBN 978-3-506-77356-2.
- Karola Fings, Frank Sparing: Das Zigeunerlager in Köln-Bickendorf 1935–1958. In: 1999. Zeitschrift für Sozialgeschichte des 20. und 21. Jahrhunderts. Bd. 6, Nr. 3, 1991, ISSN 0930-9977 S. 11–40.
- Karola Fings, Frank Sparing: „z. Zt. Zigeunerlager“. Die Verfolgung der Düsseldorfer Sinti und Roma im Nationalsozialismus. Volksblatt, Köln 1992, ISBN 3-923243-97-9.
- Karola Fings, Frank Sparing: „Ach Freunde, wohin seid Ihr verweht …?“ Otto Pankok und die Düsseldorfer Sinti. Der Oberstadtdirektor – Mahn- und Gedenkstätte Düsseldorf, Düsseldorf 1993, (2., überarbeitete Auflage. ebenda 2006; mit zahlreichen Abbildungen).
- Karola Fings, Frank Sparing: Rassismus. Lager. Massenmord. Die nationalsozialistische Zigeunerverfolgung in Köln (= Schriften des NS-Dokumentationszentrums der Stadt Köln. 13). Emons, Köln 2005, ISBN 3-89705-408-6.
- Stefan Goch: „Mit einer Rückkehr nach hier ist nicht mehr zu rechnen.“ Verfolgung und Ermordung von Sinti und Roma während des „Dritten Reiches“ im Raum Gelsenkirchen (= Schriftenreihe des Instituts für Stadtgeschichte. Beiträge. 8). Klartext, Essen 1999, ISBN 3-88474-785-1.
- Hans Hesse, Jens Schreiber: Vom Schlachthof nach Auschwitz. Die NS-Verfolgung der Sinti und Roma aus Bremen, Bremerhaven und Nordwestdeutschland (= Wissenschaftliche Beiträge aus dem Tectum-Verlag. Reihe Geschichtswissenschaft. 1). Tectum, Marburg 1999, ISBN 3-8288-8046-0.
- Herbert Heuß: Darmstadt – Auschwitz. Die Verfolgung der Sinti in Darmstadt (= „Hornhaut auf der Seele“. 1). Verband Deutscher Sinti und Roma – Landesverband Hessen, Darmstadt 1995, ISBN 3-00-000166-2.
- Herbert Heuß: Die Verfolgung der Sinti in Mainz und Rheinhessen. 1933–1945. Verband Deutscher Sinti und Roma – Landesverband Rheinland-Pfalz, Landau 1996.
- Herbert Heuß, Arnold Roßberg (Hrsg.): Schonung für die Mörder? Die justizielle Behandlung der NS-Völkermordverbrechen und ihre Bedeutung für die Gesellschafts und die Rechtskultur in Deutschland. Das Beispiel der Sinti und Roma (= Zentralrat Deutscher Sinti und Roma. Schriftenreihe. 9). Dokumentations- und Kulturzentrum Deutscher Sinti und Roma, Heidelberg 2015, ISBN 978-3-929446-32-6.
- Ulrich Friedrich Opfermann: Zigeunerverfolgung, Enteignung, Umverteilung. Das Beispiel der Wittgensteiner Kreisstadt Berleburg. In: Alfons Kenkmann, Bernd-A. Rusinek (Hrsg.): Verfolgung und Verwaltung. Die wirtschaftliche Ausplünderung der Juden und die westfälischen Finanzbehörden. Villa ten Hompel u. a., Münster 1999, ISBN 3-00-004973-8, S. 67–86.
- Ulrich Friedrich Opfermann: The registration of Gypsies in National Socialism: Responsibility in a German region. In: Romani Studies. Series 5, Bd. 11, Nr. 1, 2001, ISSN 1528-0748, S. 25–52.
- Ulrich Friedrich Opfermann: Bibliografie [der NRW-Literatur]. In: Karola Fings, Ulrich Friedrich Opfermann (Hrsg.): Zigeunerverfolgung im Rheinland und in Westfalen 1933–1945. Geschichte, Aufarbeitung und Erinnerung. Schöningh, Paderborn u. a. 2012, ISBN 978-3-506-77356-2, S. 361–372.
- Hermann Rafetseder: NS-Zwangsarbeits-Schicksale. Erkenntnisse zu Erscheinungsformen der Oppression und zum NS-Lagersystem aus der Arbeit des Österreichischen Versöhnungsfonds. Eine Dokumentation im Auftrag des Zukunftsfonds der Republik Österreich. Europäischer Hochschulverlag, Bremen 2014, ISBN 978-3-944690-28-5 (Korrigierte Druckfassung eines 2007 aus Datenschutzgründen unveröffentlicht gebliebenen Textes, weiterhin auch online zu finden als ooegeschichte.at [PDF; 4,1 MB]; darin speziell zur Verfolgung von Roma und Sinti in Österreich vor allem (aber nicht nur) auf S. 618–652).
- Peter Sandner: Frankfurt – Auschwitz. Die nationalsozialistische Verfolgung der Sinti und Roma in Frankfurt am Main (= „Hornhaut auf der Seele“. 4). Brandes & Apsel, Frankfurt am Main 1998, ISBN 3-86099-123-X.
- Joachim Schröder: Die „Dienststelle für Zigeunerfragen“ der Münchner Kriminalpolizei und die Verfolgung der Sinti und Roma. In: Matthias Bahr, Peter Poth (Hrsg.): Hugo Höllenreiner. Das Zeugnis eines überlebenden Sinto und seine Perspektiven für eine bildungssensible Erinnerungskultur. Kohlhammer, Stuttgart 2014, ISBN 978-3-17-023668-4, S. 141–152.
- Wolfgang Wippermann: Die nationalsozialistische Zigeunerverfolgung. Darstellung, Dokumente, didaktische Hinweise (= Das Leben in Frankfurt zur NS-Zeit. Bd. 2). Amt fuer Volksbildung – Volkshochschule, Frankfurt am Main 1986, ISBN 3-7829-0320-X.

### Biografisches
- Philomena Franz: Zwischen Liebe und Haß. Ein Zigeunerleben. (= Herder-Spektrum. 4088). Herder, Freiburg (Breisgau) u. a. 1992, ISBN 3-451-04088-3.
- Katharina Janoska: KriegsROMAn: Die Geschichte einer Familie. Bu&Bu Verlag 2019, ISBN 978-3-9504012-5-7.
- Michail Krausnick (Hrsg.): „Da wollten wir frei sein!“ Eine Sinti-Familie erzählt. 2. Auflage. Beltz & Gelberg, Weinheim, 1988, ISBN 3-407-80642-6.
- Franz Rosenbach: Der Tod war mein ständiger Begleiter. Das Leben, das Überleben und das Weiterleben des Sinto Franz Rosenbach. Von ihm selbst erzählt und dokumentiert von Norbert Aas. Bayerische Landeszentrale für Politische Bildungsarbeit, München 2005.
- Otto Rosenberg: Das Brennglas. Aufgezeichnet von Ulrich Enzensberger, mit einem Vorwort von Klaus Schütz. Eichborn, Frankfurt am Main 1998, ISBN 3-8218-0649-4 (Autobiographie).
- Walter Stanoski Winter: WinterZeit. Erinnerungen eines deutschen Sinto, der Auschwitz überlebt hat. Herausgegeben von Thomas W. Neumann und Michael Zimmermann. Ergebnisse-Verlag, Hamburg 1999, ISBN 3-87916-050-3.

### Zeitzeugen
- Mri Historija/Meine Geschichte. Lebensgeschichten burgenländischer Roma www.roma-service.at. Roma-Zeitzeugen-Edition des Vereins Roma-Service, Burgenland (2009).
- Interviews von 407 Überlebenden des Porajmos sind bei der Shoah Foundation archiviert und mindestens die Namensliste im Web aufrufbar
- Zoni Weisz: Rede am „Gedenktag für die Opfer des Nationalsozialismus“ (27. Januar 2011) vor dem deutschen Bundestag

### Überblicke und Einzelaspekte
- Enzyklopädie des NS-Völkermordes an den Sinti und Roma in Europa.
- (Seite nicht mehr abrufbar, festgestellt im September 2024. Suche in Webarchiven) Jewish Responses to the Porrajmos chgs.umn.edu Centre for Holocaust and Genocide Studies, Universität von Texas, Austin.
- Ulrich F. Opfermann: Zur Verfolgung der europäischen Roma im Nationalsozialismus (Referat auf Tagung der Evangelischen Akademie Rheinland und des Rom e. V.), in: Nevipe. Nachrichten und Beiträge aus dem Rom e. V. Neue Folge, Heft 1/2014, S. 17–21 (romev.de).
- Online-Ausstellung: „Rassendiagnose: Zigeuner“. Der Völkermord an den Sinti und Roma und der lange Kampf um Anerkennung
- Digitale Ausstellung über den Genozid an den Roma und Sinti
- Romani Rose: Generalprobe für den Völkermord. www.stuttgarter-zeitung.de In: Stuttgarter Zeitung vom 29. Mai 2010 (Zur reichsweiten Verhaftung und Deportation am 16. Mai 1940).
- Hans-Dieter Schmid: Hans-Dieter Schmid: „… wie Judensachen zu behandeln“. Die Behandlung der Sinti und Roma durch die Finanzverwaltung (Deutschland)
- Klaus Detlev Godau-Schuettke: Das BGH-Urteil von 1956 und seine Richter: ihre Tradition, ihr weiteres Fortkommen. Forum historiae juris. Internet-Zs. für Rechtsgeschichte (insbes. S. 20–22) fhi-legacy.rg.mpg.de (PDF; 199 kB).
- Peter Steinbach: Der NS-Völkermord an den Sinti und Roma, in: Tribüne, März 2013.

### Regionales
- Deportation aus Mainz und Ingelheim Mai 1940, die Deportationserfahrungen werden später für Juden genutzt
- Die nationalsozialistische Verfolgung Hamburger Roma und Sinti., PDF-Datei
- GELSENZENTRUM: Verfolgung und Ermordung von Sinti und Roma in Gelsenkirchen
- Martin Holler: DER NATIONALSOZIALISTISCHE VÖLKERMORD AN DEN ROMA IN DER BESETZTEN SOWJETUNION (1941 – 1944), Gutachten für das Dokumentations- und Kulturzentrum Deutscher Sinti und Roma, Archivlink abgerufen am 9. September 2024.
- Zentrum für Erinnerungskultur, Menschenrechte und Demokratie (Hrsg.): Die Verfolgung der Duisburger Sinti in der NS-Zeit. Einführung, Biografien & Graphic Novel., PDF-Datei
- Ignorierte Völkermorde: Genozid an Roma in Osteuropa

### Sonstiges
- „Zigeunerleben – Zigeunertod“ meteo.sf.tv. (Feature des Schweizer Fernsehens vom 7. Mai 1998 über in die Schweiz geflüchtete und ausgelieferte Sinti mit zahlreichen Angaben zum Völkermord an Sinti)
- Thomas Huonker: Roma als Opfer der NS-Verfolgungen thata.ch erschienen am 28. April 1997 im Tages-Anzeiger, Zürich
- Videos von Zeitzeugengesprächen zur NS-Vernichtungspolitik gegen Sinti und Roma auf paedagogikundns.wordpress.com